# Vienne (Autriche)
Pour les articles homonymes, voir Vienne et Wien.
Ne doit pas être confondue avec la ville française de Vienne (Isère) et le département français de la Vienne (département)

Sceau.

Logo.

Vienne (prononcé : /vjɛn/ ; en allemand : Wien /viːn/  ; en bavarois : Wean ; en hongrois : Bécs ; en croate : Beč ; en slovène : Dunaj) est la capitale et la plus grande ville de l'Autriche ; elle est aussi l'un des neuf Länder (État fédéré) du pays (en allemand : Bundesland Wien).
La ville est située dans l'est du pays et traversée par le Danube (Donau). Capitale du duché puis archiduché d'Autriche, elle fut de fait celle du monde germanique durant le règne de la maison de Habsbourg (devenue en 1745 la maison de Habsbourg-Lorraine) sur le Saint-Empire romain germanique (1273 – 1291, 1298 – 1308, 1438 – 1806) puis présida la Confédération germanique (1815 – 1866). Elle fut en même temps celle de l'empire d'Autriche (1804 – 1867) puis de l'Autriche-Hongrie (1867 – 1918). Elle a été le point de départ de la crise bancaire de mai 1873. Depuis plusieurs années, elle figure dans les premières places de nombreux classements internationaux récompensant la qualité de vie des métropoles. Par exemple, la ville est en tête du classement selon l'indice Mercer évaluant le coût de la vie et la qualité de vie de 221 villes dans le monde,.
Peuplée de 2 millions d'habitants en 2024, Vienne est le principal centre culturel, politique et économique de l'Autriche. Jusqu'au début du XXe siècle, elle est la plus grande ville germanophone au monde. Elle est aujourd'hui deuxième derrière Berlin. C'est la 5e plus grande ville de l'Union européenne par la population municipale.
Vienne est un important centre politique international, notamment en raison de la neutralité autrichienne, puisqu'y siègent l'OSCE, l'OPEP et diverses agences de l'ONU, comme l'Agence internationale de l'énergie atomique, l'Office des Nations unies contre la drogue et le crime ou l'ONUDI. En 1958, Vienne partage avec La Haye le prix de l'Europe. Par ailleurs, la ville a été le lieu de signature d'un grand nombre de conventions et traités internationaux. Entre 2005 et 2010, Vienne a été la première destination mondiale pour les congrès et conventions internationales.
Surnommée la « Ville des rêves » parce que l'inventeur de la psychanalyse, Sigmund Freud, y résida, ou encore la « Ville de la musique », en raison de l'influence considérable que la ville a eue dans le domaine de la musique, notamment à travers le classicisme viennois. Avec environ 7,5 millions de touristes et environ 16,5 millions de nuitées chaque année, Vienne est l’une des villes les plus visitées d’Europe. Grâce à sa riche histoire, elle bénéficie d'un patrimoine culturel et architectural remarquable. Depuis 2001, le centre historique de Vienne (avec le château de Schönbrunn) est classé au patrimoine mondial de l'UNESCO.

## Géographie

### Situation
La ville est située dans le bassin de Vienne, au cœur de l'Europe centrale. Traversée par la Vienne qui a donné son nom à la ville et surtout par le Danube, des collines (qui marquent les contreforts des Alpes) bordent la ville à l'ouest. La vallée du Danube et le relief plus plat de l'est offrent un accès à la Petite plaine hongroise. Le massif des Carpates commence également à proximité au nord et à l'est. À l'échelle des capitales européennes, Vienne est située à 1 243 km de Paris, à 651 km de Berlin et à 1 112 km de Bruxelles. Vienne est un carrefour de communications, à 60 km de Bratislava, à 250 km de Budapest, à 350 km de Prague et à 400 km de Munich.
Avec une superficie de 414,82 km², Vienne est la plus petite province d’Autriche et est entièrement entourée par le Land de Basse-Autriche, province à laquelle elle appartenait jusqu’en 1920. Dans le même temps, Vienne est la deuxième plus grande municipalité d’Autriche en termes de superficie, seulement dépassée par Sölden. L’extension nord-sud est de 22,8 kilomètres, l’extension ouest-est de 29,4 kilomètres. Le point culminant est le Hermannskogel (544 m au-dessus du niveau de la mer) à la périphérie nord-ouest de la ville, le plus bas est le Lobau (151 m au-dessus du niveau de la mer) à la périphérie sud-est de la ville.
Comme la ville de Vienne est également un État depuis 1920, elle figure dans les classements des Länder : Vienne a la plus grande part de voies de circulation et de surfaces constructibles dans sa superficie totale parmi les Länder. 11,6 % de la superficie totale sont constitués de terrains bâtis, 11,1 % de zones de circulation routière et 2,2 % de voies ferrées. Dans le même temps, Vienne est également le Land qui compte la plus grande part de surfaces de jardins, qui représentent 28,4 % ou 117,76 kilomètres carrés. Les plans d’eau représentent 4,5 % du total.
Vienne est l’une des quatre provinces autrichiennes qui pratiquent la viticulture. 1,6 % de la superficie est occupée par des vignobles. Les zones forestières couvrent 17,8 % et 14,8 % de la zone urbaine est utilisée pour l’agriculture.

### Climat
Le climat de Vienne est variable selon les quartiers (différentes classifications de Köppen : transition entre le climat océanique (Cfb) et le climat continental humide (Dfb) dans le nord et l'ouest de la ville, climat subtropical humide (Cfa) dans le centre urbain). Les hivers sont froids (−1 °C). Les étés ont une moyenne de 20 °C, mais peuvent être très chauds et orageux.
La pluviométrie est de 620 mm par an, avec un maximum en été et un minimum en hiver. Enfin, à la croisée de plusieurs ensembles géographiques (Alpes, Carpates, Plaine hongroise), la ville est bien exposée aux vents.
| Mois                                | jan. | fév. | mars | avril | mai  | juin | jui. | août | sep. | oct. | nov. | déc. | année |
| ----------------------------------- | ---- | ---- | ---- | ----- | ---- | ---- | ---- | ---- | ---- | ---- | ---- | ---- | ----- |
| Température minimale moyenne (°C)   | −2   | −0,9 | 2,4  | 5,8   | 10,5 | 13,5 | 15,4 | 15,3 | 11,7 | 7    | 2,4  | −0,5 | 6,7   |
| Température maximale moyenne (°C)   | 2,9  | 5,1  | 10,3 | 15,2  | 20,5 | 26,4 | 27,6 | 25,4 | 20,3 | 14,2 | 7,5  | 4    | 14,5  |
| Précipitations (mm)                 | 37   | 39   | 46   | 52    | 62   | 70   | 68   | 58   | 53   | 40   | 50   | 44   | 620   |
| Nombre de jours avec précipitations | 7,3  | 7,6  | 8,3  | 7,5   | 8,5  | 9,1  | 9    | 8    | 7    | 6    | 8,3  | 8,2  | 94,8  |

### Effets du réchauffement climatique
En raison du réchauffement de la planète, les conditions climatiques à Vienne en 2050 pourraient être similaires à celles rencontrées à Skopje aujourd'hui, tandis que Stockholm présentera alors des conditions climatiques similaires à celles de Vienne aujourd'hui. En outre, des calculs modèles montrent que Vienne est l'une des capitales européennes les plus touchées par les vagues de chaleur à la fin du XXIe siècle. Il y aura donc à Vienne un climat qui rappelle davantage le sud de la Méditerranée d'aujourd'hui.

## Toponymie

### Noms du lieu
Le site est mentionné dès l'antiquité sous le nom de Vindobona au Ier s., puis dans l'expression Ad UUeniam en 881 (Salzburger Annalen), lieu d’un combat proche, désigne soit la ville de Vienne soit la Vienne, la rivière qui la traverse.

### Historique du nom du lieu
Οϋι[υδ]όβονα (Oui[nd]obona), au IIe s.,
Vindobona, au IIIe s.,
Vindobona, au IVe s.,
Bendobona, au IVe s.,
Vindomana, v. 400 ,
Vindomina, Vendomina, au VIe s.

### Interprétation et étymologie
Une voie consiste à considérer que UUenia, nom de la ville issu du nom de la rivière qui la longe au IXe siècle est sans rapport avec Uindobona, site gallo-romain au même emplacement. On a proposé dans le cadre de cette hypothèse pour l'interprétation du nom de la rivière un type d’origine celte *Vedunia, « ruisseau de la forêt ».
Une autre voie estime que les dernières formes de Uindobona, Vindomina, Vendomina, seraient à l’origine du nom actuel Wien. On peut expliquer le passage de Uindobona à Wien par une rationalisation phonétique telle que [ųind’om∂n∂], ou [uind'om∂n], ou encore [uind'omņ], changé par les Germains en [ų'indmn], qu’un fort consonantisme simplifie ensuite : [ų'indn] > [ųinn], or [ųin:]. Pour les tenants de cette hypothèse, il est admis que Uindobona est aussi d'origine celtique et composé de -vindo-, "blanc", et de -bona-, "fondation", ou -bonna-, "base". Ces deux entrées sont reprises par la plupart des ouvrages français consacrés à la langue gauloise mais les deux termes sont inégalement attestés dans la littérature étrangère, et si bon, "fondation" est par exemple mentionné, *vindo- ne l'est pas dans un ouvrage de langue allemande, à l'inverse si *vindo- l'est dans un ouvrage tchèque de langue anglaise ou *windo- dans un lexique celtique en langue anglaise en cours d'élaboration, *bona- ne l'est pas.
Uindobona serait donc "la ville blanche" ou la "ville de Vindos" selon Henri d'Arbois de Jubainville. Cette dernière assertion "m'inspire des doutes", dit Ferdinand Lot. Ils concernent le deuxième terme -bona et, constatant que "Vienne (Wien) est sur la Vienne, et d'ordinaire c'est la ville qui tire son nom de la rivière et non l'inverse"... et que, "à 125 kilomètres au sud-est, on trouve une ville Arabona ou Arrabona, aujourd'hui Raab en Hongrie, située sur un cours d'eau du même nom", il se demande : "Ne serait-il pas plus logique d'interpréter Vindo-bona « rivière blanche », Ara-bona « rivière calme »? C'est peut-être une hérésie. Je la risque tout de même". Il a bien raison car non seulement Raab (Györ en hongrois) mais aussi Ratisbonne (Bavière), Serbonnes (Yonne), Troyes (Aube), Lillebonne (Seine-Maritime), en fait tous les lieux qui ont -bona comme deuxième terme sont des implantations gallo-romaines sur un cours d'eau secondaire se jetant dans une grande rivière. Il faut donc voir dans -bona une interprétation latine du gaulois *abona, "rivière", associé, comme -magus, -dunum, -durum, etc., à un premier terme.
A Vienne, ce premier terme est Uindo-, présent aussi dans de nombreux toponymes et surtout hydronymes ainsi que dans Vindon(n)us, tel qu’il apparaît dans l' inscription suivante : DEO APOLLINI VINDO[NO] VRBICIVS FLACCVS V(OTVM) [S(OLVIT) L(IBENS)] M(ERITO), ainsi que de manière plus fractionnaire dans : … [VIND]ONNO… et VIND[ONNO]…. Ces trois inscriptions gallo-romaines ont été trouvées à Essarois (Côte-d’Or) près de sources jaillissant dans un cirque naturel au lieu-dit la Truffière au quartier de la Cave. Des ex-voto réalistes représentent des offrandes au dieu ainsi que les différentes parties du corps guéries par les eaux Le rapprochement a pu être fait entre Vindonnus et les scènes de guérisons représentées sur des piliers d’origine romaine de l’église de Mavilly en Côte-d’Or. À 1500 m de là vers le sud se situe la source de l’Avant-Dheune, anciennement appelée la Vandaine. Ce cours d’eau s’appelait en effet Vandana v. 1135, Vandene au XIIIe s., Vandainne en 1468, Vandaine jusqu’au XIXe s. avant qu’une reformation pseudo-savante ne le transforme en Avant-Dheune. Si un mot gaulois *uindo- a pu signifier, « blanc, pur, béni », il paraît le devoir à une racine hydronymique, et donc à caractère religieux par le pouvoir thérapeutique de ses eaux, *uind- dont l'origine serait à rechercher dans deux éléments proto-indo-européens, *u̯en-, avec le sens originel de « chercher à atteindre », puis d’ « aimer, vénérer, désirer »,et *dheu-, celui de couler ».

## Histoire

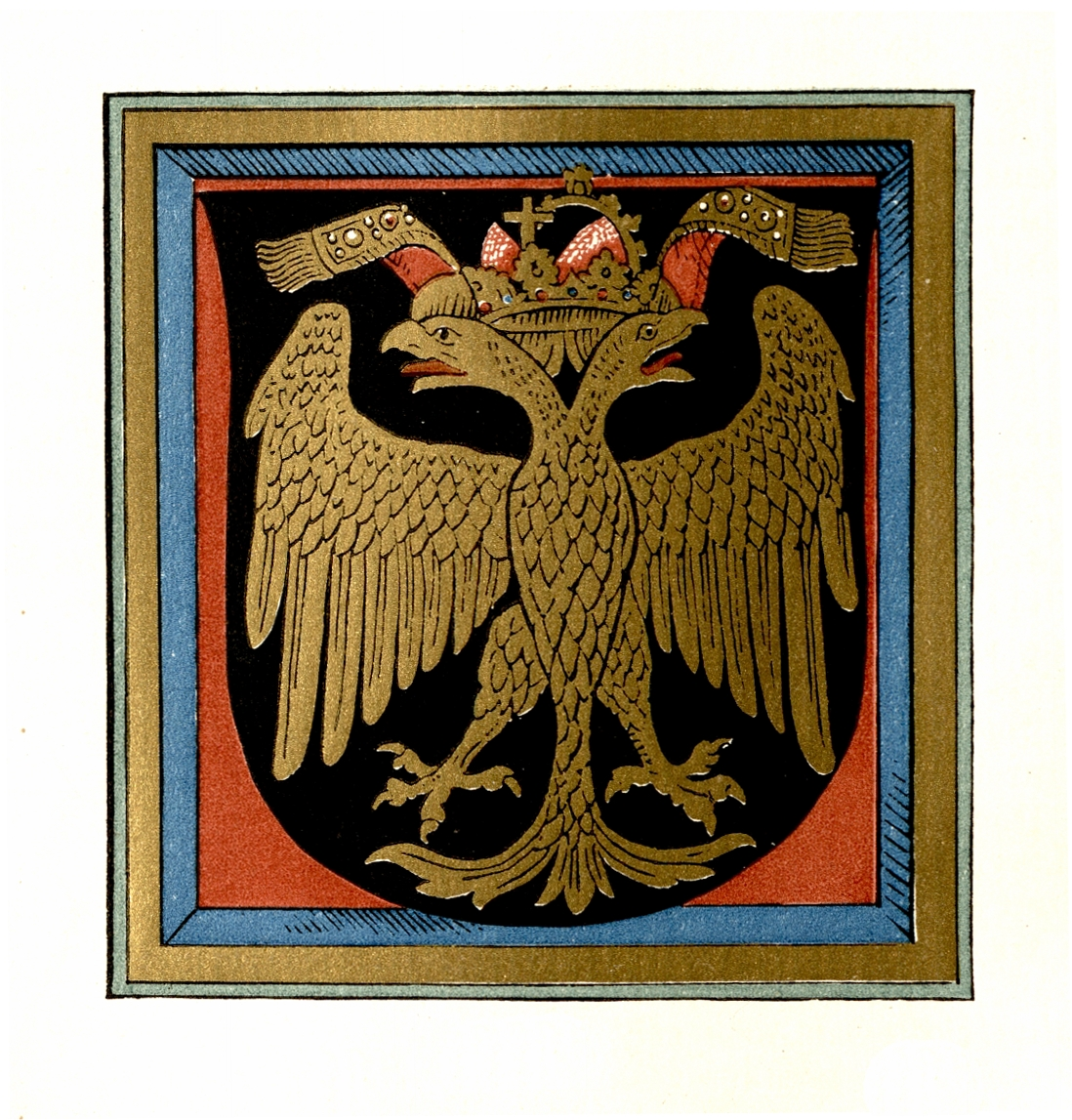
Le blason de Vienne (1461), décerné par Frédéric III du Saint-Empire.

| Appartenances historiques Duché d'Autriche 1156–1251 Royaume de Bohême 1251–1278 Duché d'Autriche 1278–1453 Archiduché d'Autriche 1453–1485 Royaume de Hongrie 1485–1490 Archiduché d'Autriche 1490–1804 Empire d'Autriche 1804-1867 Autriche-Hongrie 1867-1918 République d'Autriche allemande 1918-1919 République d'Autriche 1919-1938 Autriche nazie 1938-1945 Autriche occupée 1945-1955 République d'Autriche 1955-présent |

### Origines
L'origine de Vienne remonte au VIe siècle avant l'ère chrétienne, lorsque des Celtes y fondent une cité sous le nom Vindobona (ville blanche). En 15 av. J.-C., Vindobona devient un important fort romain de la province de Pannonie, défendant le limes, la frontière de l'Empire romain, qui fait face aux peuples germains situés plus au nord. Les vestiges archéologiques de la période romaine de Vienne sont néanmoins extrêmement modestes.

### Capitale impériale

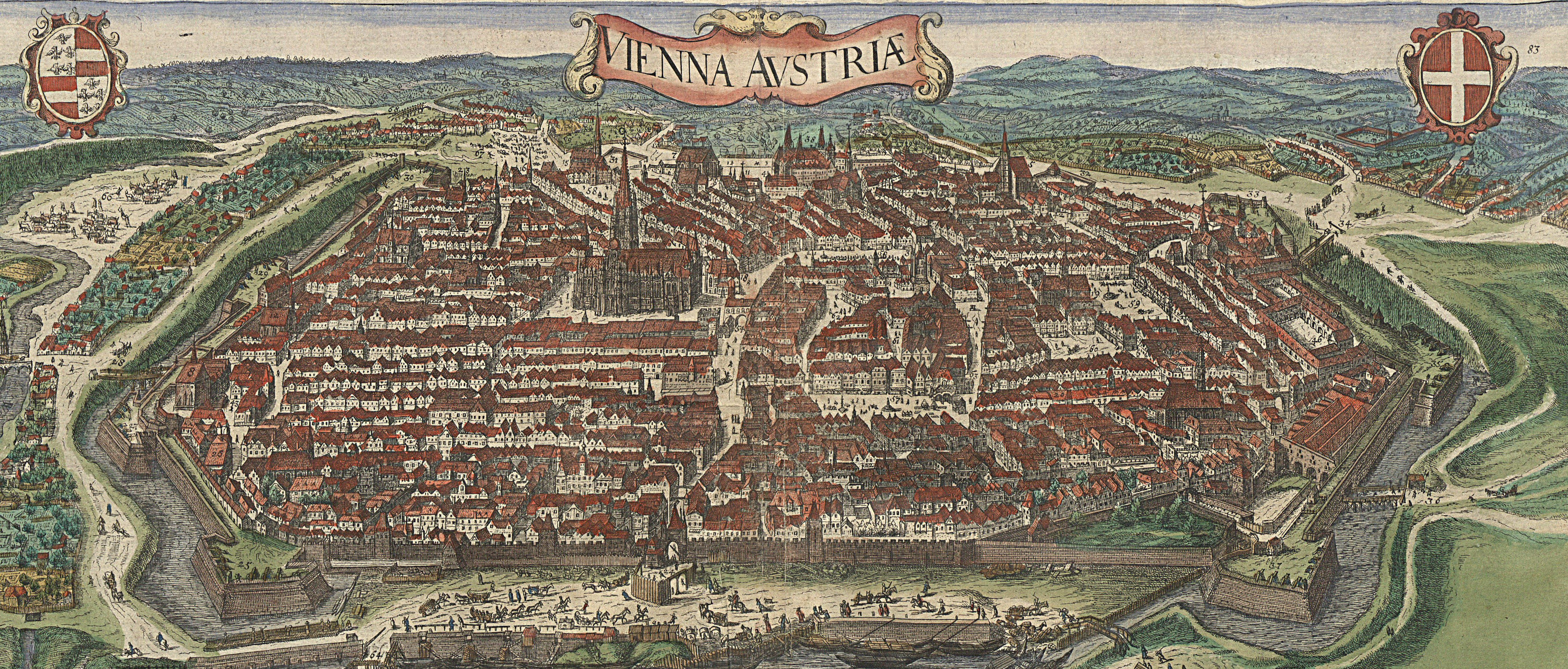
Vue de Vienne en 1609, entre les deux assauts ottomans.

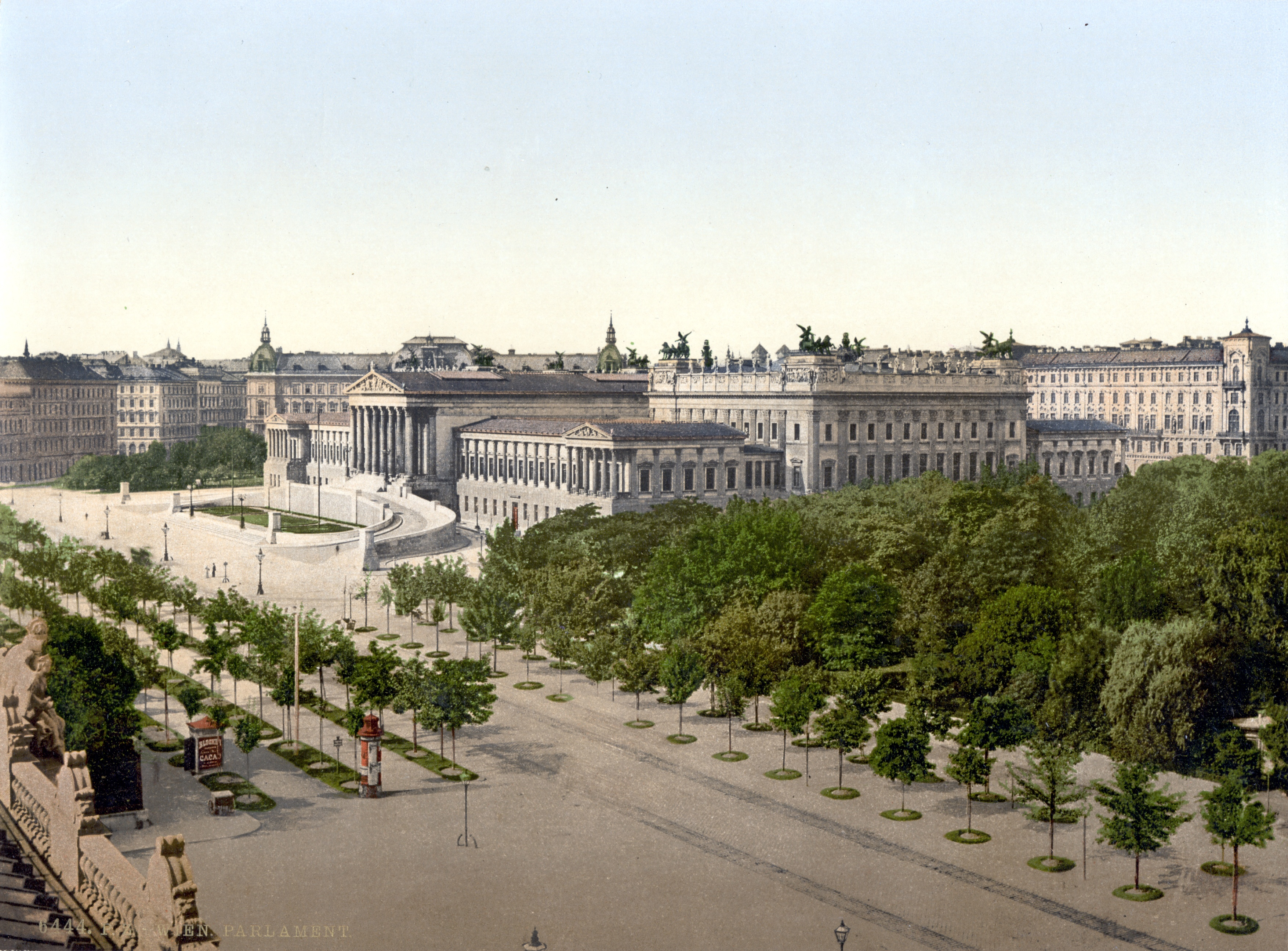
Vue de la Ringstrasse avec le Parlement en 1900.

Au cours du Moyen Âge, Vienne devient successivement le siège des Babenberg (comtes puis ducs d'Autriche), puis des Habsbourg. Lorsque ces derniers accèdent au statut d'empereur, la ville devient la capitale du Saint-Empire romain germanique. Elle est cependant rapidement confrontée à la montée en puissance de l'Empire ottoman dont les troupes l'assiégèrent à deux reprises :
- En 1529, lors du premier siège de Vienne par les troupes du sultan Soliman le Magnifique, la résistance des Viennois et des 20 000 soldats permit de sauver la ville.
- En 1683, lors du second siège, Vienne dut son salut à Charles V de Lorraine et à l'intervention des troupes polonaises de Jean III Sobieski lors de la bataille de Vienne. En raison de son échec, le grand vizir Kara Mustafa, commandant les troupes turques, fut décapité par le sultan Mehmed IV.

En 1815, grâce au talent de Metternich, la ville est le siège du congrès de Vienne, qui définit la géopolitique pour un demi-siècle d'une Europe juste sortie des guerres napoléoniennes. Vienne est alors capitale d'un empire d'Autriche qui s'étend de Milan à Lwow et de Prague à Raguse, incluant Venise, Zagreb, Cracovie et Budapest. En 1873, la ville accueille une exposition universelle au cours de laquelle démarre la crise bancaire de mai 1873, appelé aussi Krach de Vienne, le plus grand de l'histoire boursière.

### Capitale de la République d'Autriche
La Première Guerre mondiale met fin à l'empire d'Autriche-Hongrie, dont Vienne était la capitale depuis 1867. De 1918 à 1934, Vienne est surnommée Vienne la rouge, en raison de l'arrivée au pouvoir d'une coalition de sociaux-démocrates et de chrétiens-sociaux. La municipalité sociale-démocrate développa une politique ambitieuse, avec notamment un vaste programme de constructions de logements ouvriers. De plus, des soins médicaux gratuits sont mis en place et une imposition proportionnelle aux revenus est instaurée. La culture est nettement mise en avant : l’ « Arbeiterbildung » (la formation et culture ouvrière) règne en maître, et la ville abrite de nombreux intellectuels et artistes réputés internationalement. En 1934, les sociaux-démocrates sont écrasés par le régime de Engelbert Dollfuss. De nombreux cinémas et théâtres subventionnés par la municipalité ouvrent leurs portes, et le sport se démocratise. Cette expérience socialiste, soutenue par certains intellectuels renommés comme Otto Neurath et Sigmund Freud, inspire également un violent dégout dans les milieux conservateurs. La presse qualifie volontiers Vienne la rouge de « création juive » aux mains du « bolchevisme »,.
En 1938, Vienne et toute l'Autriche sont rattachées à l'Allemagne nazie lors de l'Anschluss.
Le 13 avril 1945, l'opération Offensive Vienne permet aux forces soviétiques d'occuper la ville.
Après la défaite du régime nazi, Vienne est découpée en quatre secteurs d'occupation répartis entre les vainqueurs, de la même façon que Berlin.
En 1955, en pleine guerre froide, l'Autriche obtient son indépendance par le traité d'État autrichien et devient neutre sur le plan international. Vienne se modernise alors et devient, grâce notamment à la neutralité autrichienne, le siège d'organisations internationales comme l'ONU (Vienna International Centre) ou encore l'OPEP.

## Urbanisme

Carte des 23 arrondissements de Vienne.

Plusieurs fois ville frontière du monde de la chrétienté, Vienne est longtemps restée enserrée au sein de fortifications qui expliquent la densité de son tissu urbain central. Sa dernière enceinte, démantelée au milieu du XIXe siècle, fut remplacée par un boulevard circulaire connu sous le nom de Ring (« anneau » en allemand).

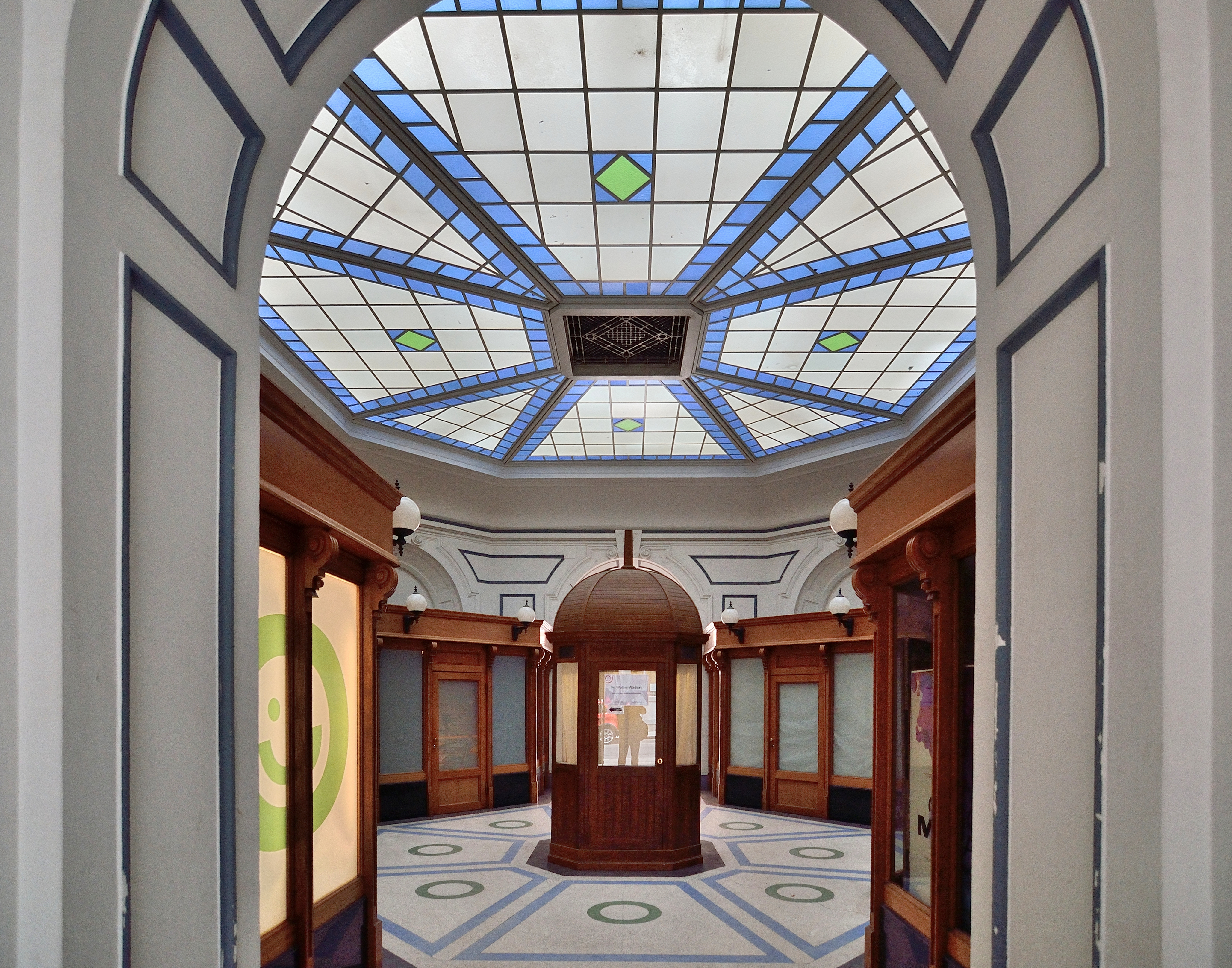
Passage commun dans un habitat collectif (Van-Swieten-Hof) à Vienne. Photo août 2018.
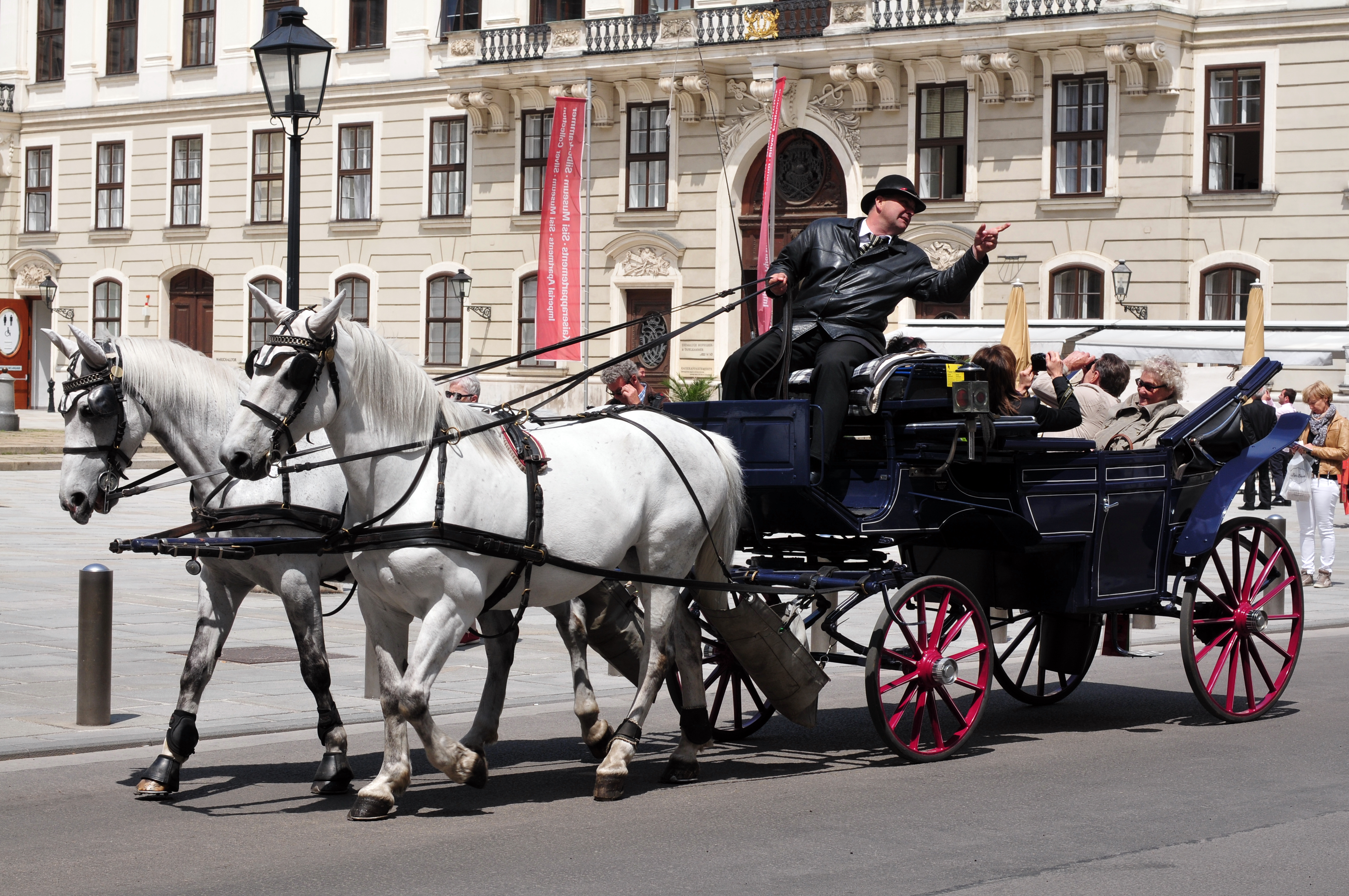
Fiacre viennois.
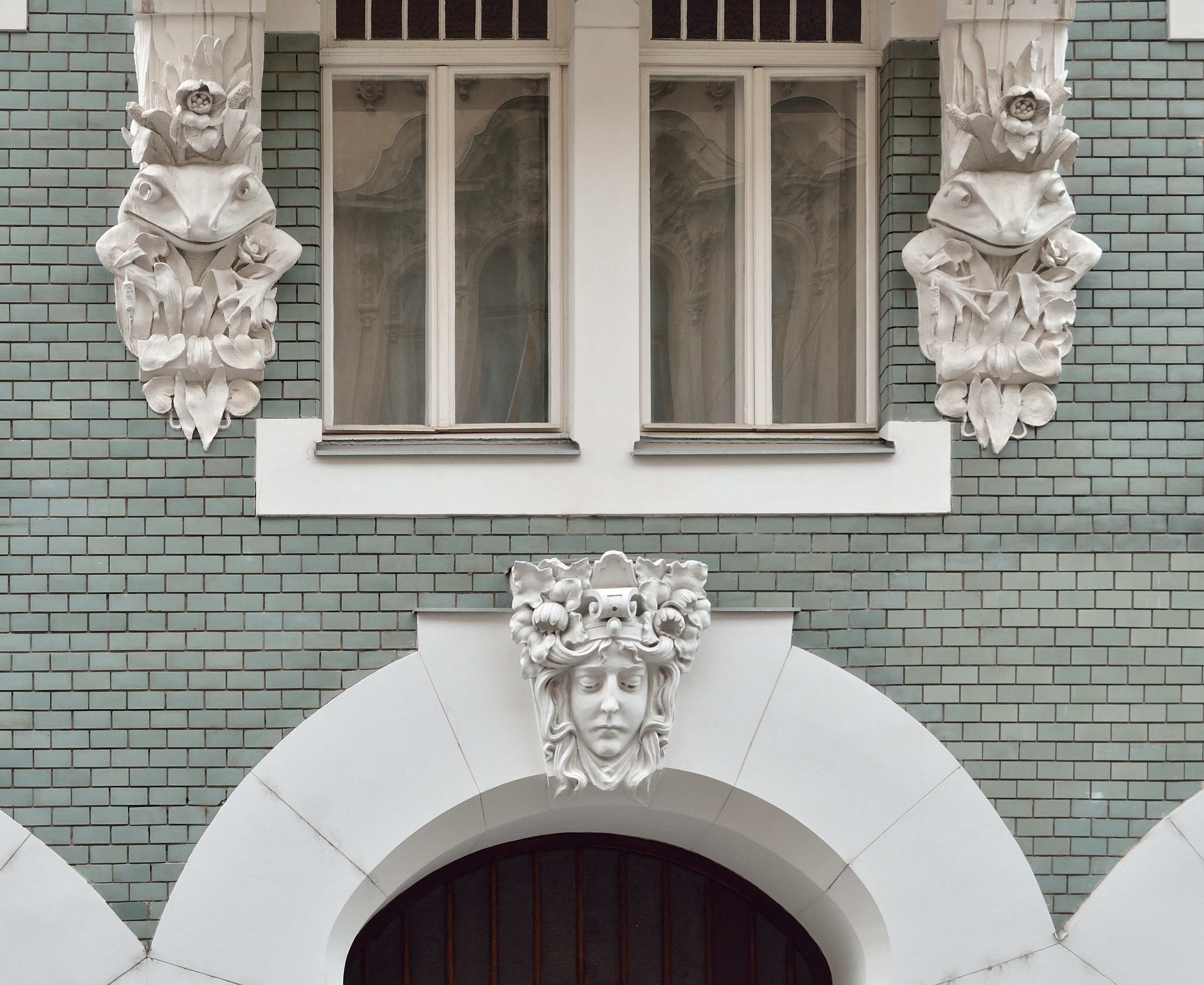
À l'entrée de l'habitat collectif Margaretenstraße 100 à Vienne. Mai 2019.

Établie à quelques kilomètres du Danube sur la rive droite du fleuve, Vienne en est longtemps restée éloignée, notamment pour se protéger des crues. La canalisation du fleuve aux XVIIIe et XIXe siècles a permis à la ville de se rapprocher, puis de s'étendre sur la rive gauche du Danube. Mais une importante dissymétrie subsiste, puisque la rive gauche n'accueille environ que 200 000 habitants.
Vienne (le Land comme la ville) est subdivisée en 23 arrondissements, les Gemeindebezirke, désignés par un numéro et par un nom. Les codes postaux attribués à la ville de Vienne vont de 1010 à 1230, le premier 1 désignant la ville et les deux chiffres centraux mentionnant l'arrondissement. Ainsi, l'adresse du château de Schönbrunn, par exemple, comporte le code 1130.
- Le centre proprement dit (Innere Stadt) est le premier arrondissement, c'est l'emplacement de la Vienne historique, sur la rive droite du Danube. Il est entouré du Ring, premier et deuxième boulevards circulaires, un dans chaque sens de circulation. Il comprend en son sein, entre autres, le palais impérial Hofburg qui, avec ses dépendances, occupe une grande partie de la superficie de l'arrondissement. On circule peu en voiture dans le premier arrondissement, la progression dans les rues étroites et le stationnement étant difficiles.
- Les arrondissements 2 à 9 entourent le premier dans le sens des aiguilles d'une montre et lui sont adjacents (sauf le 5e). Ces arrondissements, tous densément peuplés, sont considérés comme le centre de la ville (avec le premier). Ils sont à l'extérieur du Ring mais entourés à l'ouest et au sud par la Gürtel (« ceinture » en allemand), autre boulevard circulaire ouvert à la circulation dans les deux sens et surmonté sur une grande partie par la ligne de métro aérien U6.
- Les arrondissements 10 à 20 ainsi que le 23e, qui bordent Vienne à l'ouest et au sud, sont moins densément peuplés. Certains sont davantage des zones de bureaux, d'autres (comme les arrondissements 16 à 19) des zones résidentielles assez vertes. Le château de Schönbrunn occupe une grande partie du 13e arrondissement.
- Les arrondissements 21 et 22, plus récents, plus populaires historiquement et beaucoup moins denses, sont sur l'autre rive du Danube. La tendance actuelle (surtout depuis 2004) est au développement de ces zones ; de nombreuses habitations plus aérées et aisées sur les rives du fleuve, sont en construction dans ces arrondissements.

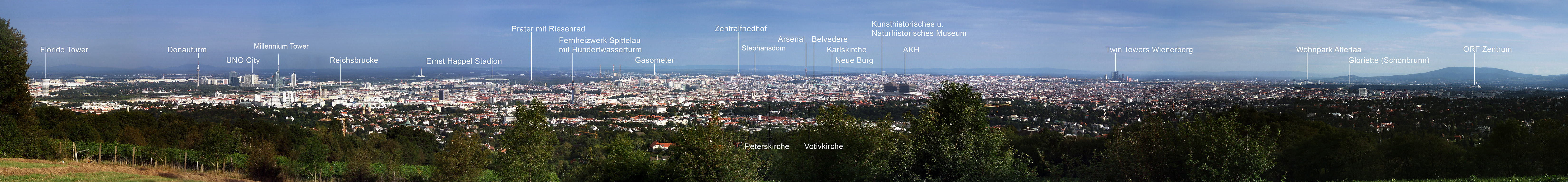
Panorama sur Vienne depuis le pré Am Himmel.

Vienne est également découpée en 89 communautés cadastrales, reflétant les différents villages annexés au cours de son histoire.

## Population

### Évolution démographique
| année | population |
| ----- | ---------- |
| 1724  | 150 000    |
| 1754  | 175 460    |
| 1790  | 200 000    |
| 1796  | 235 098    |
| 1800  | 231 900    |
| 1810  | 224 548    |
| 1830  | 401 200    |
| 1840  | 469 400    |
| 1850  | 551 300    |

| année | population |
| ----- | ---------- |
| 1857  | 683 000    |
| 1869  | 900 998    |
| 1880  | 1 162 591  |
| 1890  | 1 430 213  |
| 1900  | 1 769 137  |
| 1910  | 2 083 630  |
| 1916  | 2 239 000  |
| 1923  | 1 918 720  |
| 1934  | 1 935 881  |

| année | population |
| ----- | ---------- |
| 1939  | 1 770 938  |
| 1951  | 1 616 125  |
| 1961  | 1 627 566  |
| 1971  | 1 619 885  |
| 1981  | 1 531 346  |
| 1988  | 1 506 201  |
| 1991  | 1 539 848  |
| 2001  | 1 550 123  |
| 2008  | 1 680 447  |

| année | population |
| ----- | ---------- |
| 2011  | 1 702 855  |
| 2013  | 1 741 246  |
| 2014  | 1 766 746  |
| 2015  | 1 797 337  |
| 2019  | 1 897 491  |
| 2021  | 1 920 949  |
| 2024  | 2 006 134  |

Source : (de) [PDF] Statistik Austria
En raison de l'industrialisation et de la migration en provenance d'autres parties de l'Empire, la population de Vienne a fortement augmenté pendant sa période de capitale de l'Autriche-Hongrie (1867–1918). En 1910, Vienne comptait plus de deux millions d'habitants et était la troisième plus grande ville d'Europe après Londres et Paris. Contrairement à la plupart des autres métropoles européennes et mondiales, la population de Vienne a longtemps diminué au XXe siècle, le nombre maximum d'habitants ayant été atteint en 1916. À l'époque, Vienne rivalisait avec Paris et Londres. Cela s'explique par la disparition de l'Autriche-Hongrie en 1918, la ville n'exerçant plus son attractivité que sur une portion congrue de sa zone d'influence originelle, et cette situation s'est renforcée avec la guerre froide. Aujourd'hui encore, Vienne reste une capitale surdimensionnée pour l'Autriche, dont elle abrite plus de 20 % de la population totale, et 30 % en comptant l'agglomération. Mais la chute du rideau de fer a permis à la ville de retrouver son attractivité depuis 1990. De 2005 à 2015, la population de la ville a augmenté de 10,1%. Selon ONU-Habitat, Vienne pourrait être la ville à la croissance la plus rapide sur 17 régions métropolitaines européennes jusqu'en 2025 avec une augmentation possible de 4,65% de sa population par rapport à 2010. Selon les données préliminaires de Statistik Austria, Vienne a dépassé la barre symbolique des deux millions d’habitants en septembre 2023. Au 1er janvier 2024, Vienne comptait 2 006 134 habitants.

### Diasporas
En 2001, 16% des personnes vivant en Autriche avaient une nationalité autre qu'Autrichienne, dont près de la moitié étaient originaires de l'ex-Yougoslavie ; les nationalités les plus nombreuses à Vienne étaient les Turcs (39 000 ; 2,5%), les Polonais (13 600 ; 0,9%) et les Allemands (12 700 ; 0,8%).
En 2012, un rapport officiel de Statistiks Austria montrait que plus de 660 000 Viennois (38,8%) sont issus de l'immigration totale ou partielle, principalement de l'ex-Yougoslavie, de Turquie, d'Allemagne, de Pologne, de Roumanie et de Hongrie. La mixité sociale et ethnique est réelle, même s'il existe de grandes disparités selon les quartiers. Le caractère populaire ou bourgeois d'un quartier est indépendant de sa distance du centre historique. De plus, certains quartiers regroupent plus d'habitants de même origine ou culture, Serbes principalement, plus de 180 000 en 2001. La diaspora serbe envisage d'ailleurs de demander le statut de minorité, étant donné que sa présence sur le territoire autrichien remonte à plus de 150 ans(voir migration serbe). On trouve aussi des diasporas italienne, asiatique, juive, hongroise, mais en plus petit nombre, on compte aussi une importante population turque, qui n'est présente dans le pays que depuis une période plus récente. Indépendamment du niveau social des habitants, on n'observe pas de réel découpage par communautés, comme dans d'autres capitales européennes (Londres, Berlin, etc.).
| Pays de naissance  | Population (2015) |
| ------------------ | ----------------- |
| Serbie             | 97 219            |
| Turquie            | 76 063            |
| Allemagne          | 53 232            |
| Pologne            | 49 702            |
| Bosnie-Herzégovine | 39 664            |
| Ukraine            | 36 625            |
| Roumanie           | 30 741            |
| Croatie            | 25 299            |
| Hongrie            | 22 729            |
| Slovaquie          | 16 578            |
| Russie             | 16 358            |
| Bulgarie           | 15 140            |
| Macédoine du Nord  | 12 813            |
| Iran               | 10 751            |
| Chine              | 10 138            |

### Personnalités liées à la ville
- Anna Jermolaewa (1979 -), artiste multimédia, représentant l'Autriche à la Biennale de Venise en 2024[42]
- Karl Adolph (1869-1932), écrivain autrichien.
- Franz Karl Alter (1749-1804), jésuite et philologue allemand, y est mort.
- Alban Berg (1885-1935), compositeur autrichien.
- Gabrielle Bertrand-Beyer (1737-1802), peintre ayant exercé et morte à Vienne.
- Brigitte Bierlein, née en 1949, première femme chancelière de l'histoire de l'Autriche.
- Agnès Blanbekin, décédée le 10 mars 1315 dans son couvent[43],[44].

- Ludwig Boltzmann (1844-1906), philosophe et physicien, né à Vienne.
- Bertha Braunthal (1887-1967), femme politique, membre du Parti communiste.
- Bertha Braunthal (1887-1967), femme politique, membre du Parti communiste d'Allemagne
- Hermann Broch (1886-1951), écrivain autrichien.
- Jan Bolesław Czedekowski (1885-1969), peintre, mort à Vienne.
- Fred Fiedler (1922-2017), psychologue américain spécialisé en leadership.
- Raoul Heinrich Francé (1874-1943), botaniste, microbiologiste et philosophe de la nature austro-hongrois.
- Josef Frank (1885-1967), architecte, proche du Cercle de Vienne, né à Vienne.
- Philipp Frank (1884-1966), mathématicien, physicien et philosophe, membre du Cercle de Vienne, né à Vienne.
- Sigmund Freud (1856-1939), médecin neurologue et psychanalyste.
- Marianne Golz (1895-1943), chanteuse d'opéra et actrice.
- Hans Hahn (1879-1934), mathématicien et philosophe, membre du Cercle de Vienne, né et mort à Vienne.
- Olga Hahn-Neurath (1882-1937), mathématicienne et philosophe, membre du Cercle de Vienne, née à Vienne.
- Béla Juhos (1901-1971), philosophe, membre du Cercle de Vienne, né et mort à Vienne.
- Ellen Kandeler, née en 1957, biologiste et agronome allemande, ayant étudié et enseigné notamment à l'Université de Vienne.
- Felix Kaufmann (1895-1949), philosophe du droit, membre du Cercle de Vienne, né à Vienne.
- Alfred Klahr (1904-1944), journaliste et résistant autrichien.
- Victor Kraft (1880-1975), philosophe et théoricien des sciences, membre du Cercle de Vienne, né et mort à Vienne.
- Sebastian Kurz, né en 1986, ancien chancelier fédéral d'Autriche.
- Marie Lang (1858-1934), féministe, théosophe et éditrice autrichienne.
- Niki Lauda (1949-2019), pilote automobile.
- Wolfgang Lazius (1514-1565), érudit humaniste.
- Karl Lederer (1909-1944), résistant autrichien
- Marie-Antoinette d'Autriche (1755-1793), archiduchesse et princesse impériale guillotinée à Paris.
- Hermann Mandl (1856-1922), cavalier autrichien de saut d'obstacles, y est né.
- Carl Menger (1840-1921), économiste autrichien, mort à Vienne.
- Karl Menger (1902-1985), mathématicien, membre du Cercle de Vienne, né à Vienne.
- Johanna Müller-Hermann (1868-1941), compositrice et pédagogue autrichienne.
- Wilhelmine Moik (1894-1970), syndicaliste et femme politique autrichienne.
- Otto Neurath (1882-1945), philosophe et sociologue, membre du Cercle de Vienne, né à Vienne.
- Aristides Oeconomo (1821-1887), peintre portraitiste autrichien.
- Karoline von Perin-Gradenstein (1806-1888), suffragette autrichienne.
- Edouard Pernkopf (1888-1955), anatomiste, membre de l'université de Vienne, et nazi convaincu.
- Carl Ferdinand Pohl (1819-1887), organiste, historien de la musique, archiviste et compositeur classique germano-autrichien, y est mort.
- Karl Popper (1902-1994), philosophe des sciences, né à Vienne.
- Josef Popper-Lynkeus (1838-1921), socio-philosophe et ingénieur autrichien, mort à Vienne.
- Romy Schneider (1938-1982), actrice née à Vienne.
- Moritz Schlick (1882-1936), philosophe allemand, membre du Cercle de Vienne, assassiné à Vienne.
- Arthur Schnitzler (1862-1931), écrivain né à Vienne.
- Arnold Schönberg (1874-1951), compositeur autrichien.
- Franz Schubert (1797-1828), compositeur autrichien.
- Maximilien Ferdinand Thomas Stettenhoffen (1739-1809), général autrichien de la Révolution française né à Vienne.
- Sylvain Vigny (1903-1970), artiste peintre né à Vienne.
- Friedrich Waismann (1896-1959), mathématicien, physicien et philosophe, membre du Cercle de Vienne, né à Vienne.
- Ludwig Wittgenstein (1889-1951), philosophe, proche du Cercle de Vienne, né à Vienne.
- Marcus Anton Wittola (1736-1797), prêtre et théologien autrichien, mort à Vienne.
- Otto Matthäus Zykan (1935-2006), pianiste et compositeur autrichien, y est né.
- Edgar Zilsel (1896-1944), philosophe et sociologue, membre du Cercle de Vienne, né à Vienne.
- Stefan Zweig (1881-1942), écrivain autrichien.
- Ludwig Angerer (1837-1879), photographe.
- Victor Angerer (1839-1894), photographe.
- Johannes Pietsch (2001-), chanteur autrichien et Filipino né à Vienne.

## Culture

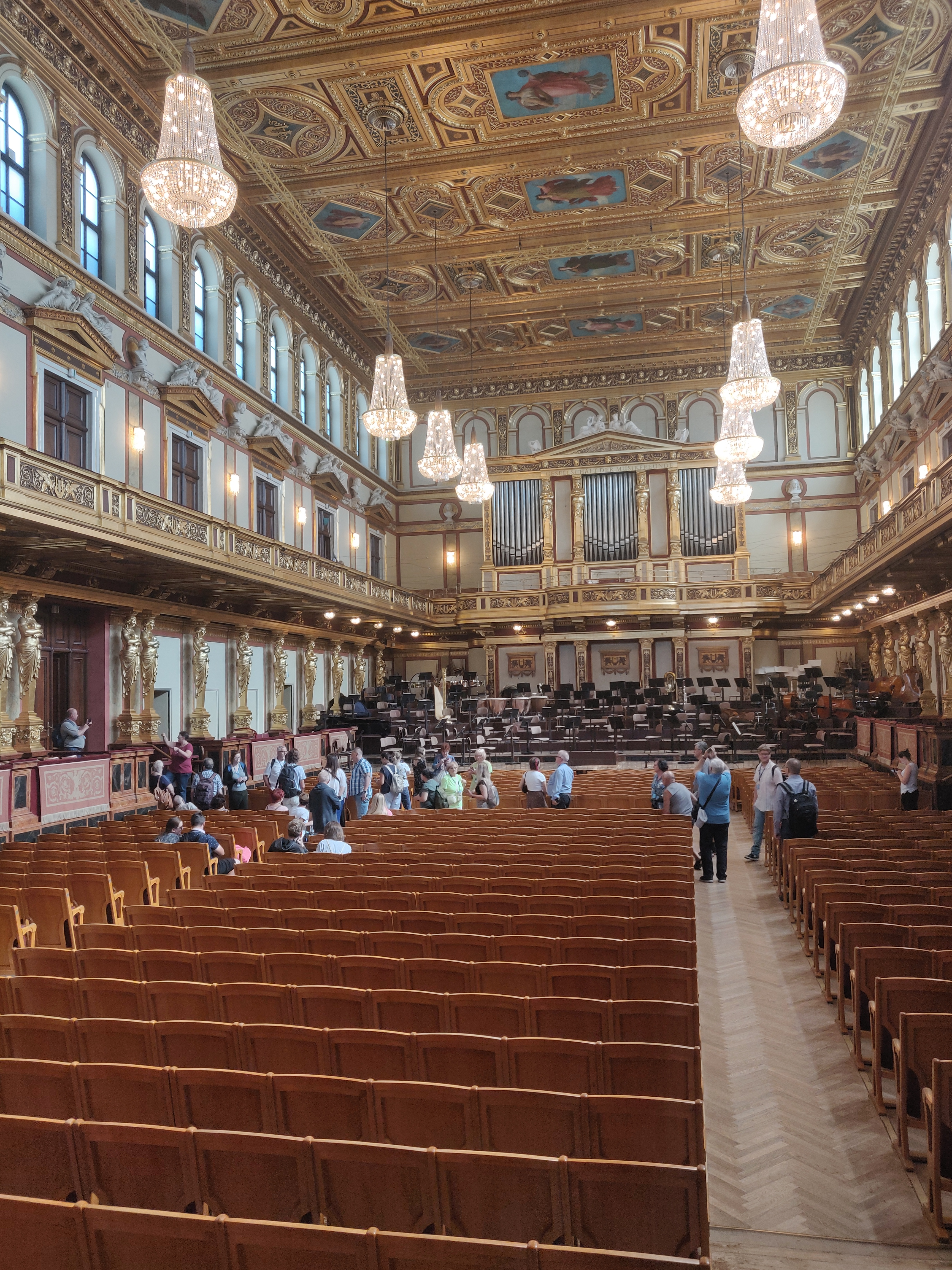
Grande salle du Musikverein, Vienne où le concert du Nouvel An a lieu.

Vienne est une ville culturelle majeure dans un grand nombre de domaines. Par son histoire très riche, sa situation géographique et politique, elle est un carrefour majeur en Europe.

« Comme la monarchie autrichienne avait depuis des siècles abdiqué ses ambitions politiques et n'avait remporté aucun succès éclatant sur les champs de bataille, l'orgueil patriotique avait tourné en volonté impérieuse de conquérir la suprématie artistique »

— Stefan Zweig, Le monde d'hier.
L'apogée de la culture viennoise correspond au début du XXe siècle : c'est l'époque de certaines avancées majeures dans le domaine scientifique (invention de la psychanalyse par Sigmund Freud), mais également d'un renouveau important dans le domaine des arts (Sécession viennoise, peinture de Gustav Klimt, d'Oskar Kokoschka et d'Egon Schiele) ou encore dans le domaine de la littérature (œuvres d'Arthur Schnitzler, Joseph Roth, Hermann Broch, Stefan Zweig et Robert Musil).
La renommée culturelle internationale de Vienne repose surtout sur sa vie musicale. Il existe peu d'autres villes dans lesquelles autant de compositeurs célèbres ont vécu. Les valses de Vienne, son chœur d'enfants (Wiener Sängerknaben), d'importants événements musicaux tels que le Concert du nouvel an ou le bal de l'opéra de Vienne, de même que les bâtiments dédiés à l'opéra et au théâtre sont mondialement connus. Vienne est également réputée pour sa cuisine et sa culture des cafés.

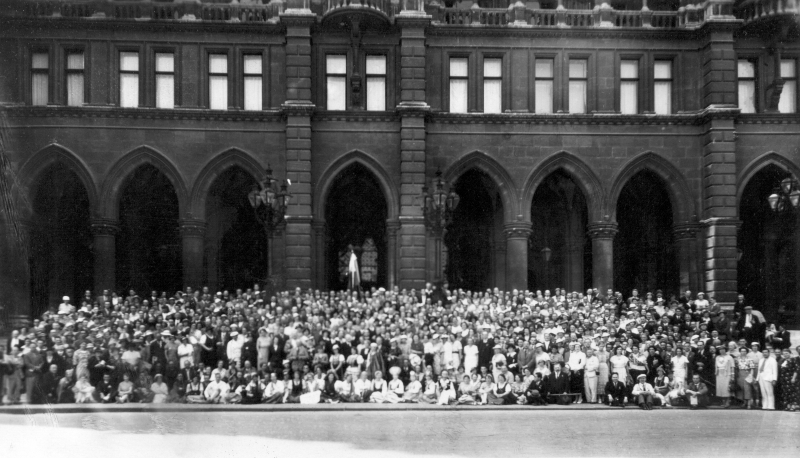
Les participants du mondial d’espéranto, 1936.

En reconnaissance de la place culturelle de Vienne, le congrès mondial d’espéranto s’est tenu quatre fois dans la ville, en 1924 (3054 participants), 1936, 1970 et 1992 (3033 participants venus de 66 pays). Les deux derniers congrès avaient respectivement pour thème « L’espéranto comme instrument de représentation internationale du monde » et « Lorsque tombent des murs millénaires : l’Europe, maison commune ».

### Musique

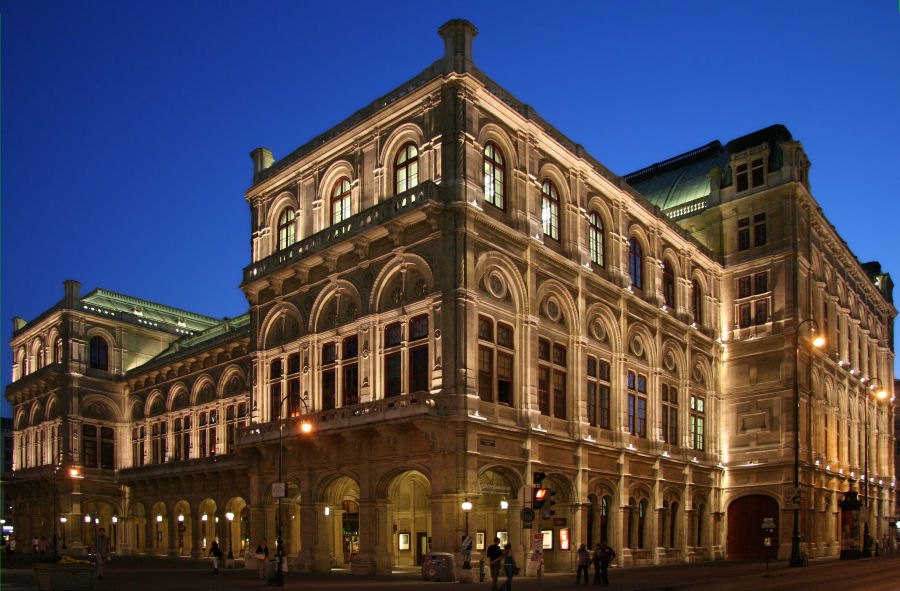
L'opéra d'État la nuit.

Vienne a longtemps été considérée comme la capitale mondiale de la musique. De nombreux compositeurs de renommée mondiale s'y sont succédé pendant des siècles, les plus connus étant les classiques Christoph Willibald Gluck, Joseph Haydn, Antonio Salieri, Wolfgang Amadeus Mozart, Ludwig van Beethoven, suivis par Franz Schubert, Franz Liszt, Johannes Brahms, Johann Strauss I, Johann Strauss II, Franz Lehár, Robert Stolz, Joseph Lanner, Anton Bruckner, Gustav Mahler, ainsi qu'au début du XXe siècle les membres de la seconde école de Vienne (Arnold Schönberg, Anton Webern, Alban Berg) et Ernst Křenek.

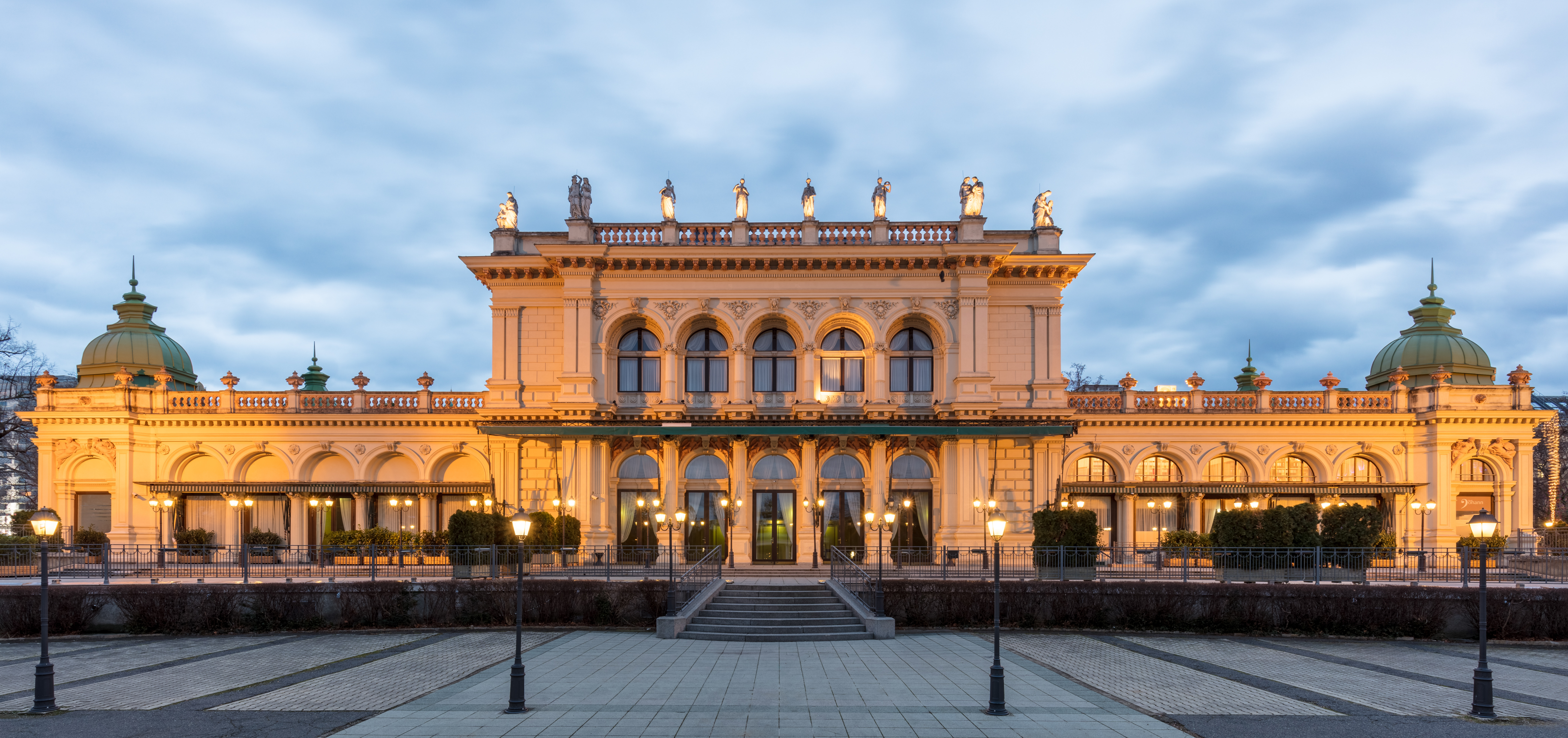
Le Kursalon Hübner, un site pour le music hall à Vienne. Janvier 2020.

Le Lied est par exemple un genre musical qui doit beaucoup à l'influence viennoise, au point qu'il en existe même une variante locale, le Wienerlied, un Volkslied chanté dans le dialecte viennois.
L'orchestre philharmonique de Vienne, qui recrute ses membres parmi ceux de l'orchestre de l'opéra national, est également une référence mondiale. De nombreux concerts de musique classique sont organisés au Musikverein (avec la célèbre salle dorée) et à la Konzerthaus.
Chaque soir, 10 000 personnes en moyenne assistent à des concerts de musique classique.
De nos jours, Vienne reste une ville très active sur le plan musical, en particulier dans les domaines de la musique électronique et pop. Elle est par exemple considérée comme la capitale souterraine du downtempo, avec par exemple des artistes comme Kruder & Dorfmeister ou Makossa. De jeunes labels de musique comme Cheap Music ou Couch Record découvrent également de nouveaux artistes qui rencontrent parfois le succès aussi à l'étranger.
Pour la pop, on peut citer Rainhard Fendrich, Georg Danzer, ou encore le célèbre Falco, qui avec son tube Rock me Amadeus a atteint la première place du Billboard Hot 100 américain en 1986.
Relégué en dehors de la vieille ville, le son des jeunes s'est inventé depuis le début des années 1990 de nouveaux lieux de rendez-vous. C'est dans les sous-sols du métro, dans les parcs, le long des berges du canal du Danube ou sous le Gürtel, le second boulevard circulaire, que la jeunesse viennoise se donne désormais rendez-vous sur des airs de rock.

### Théâtre et opéra

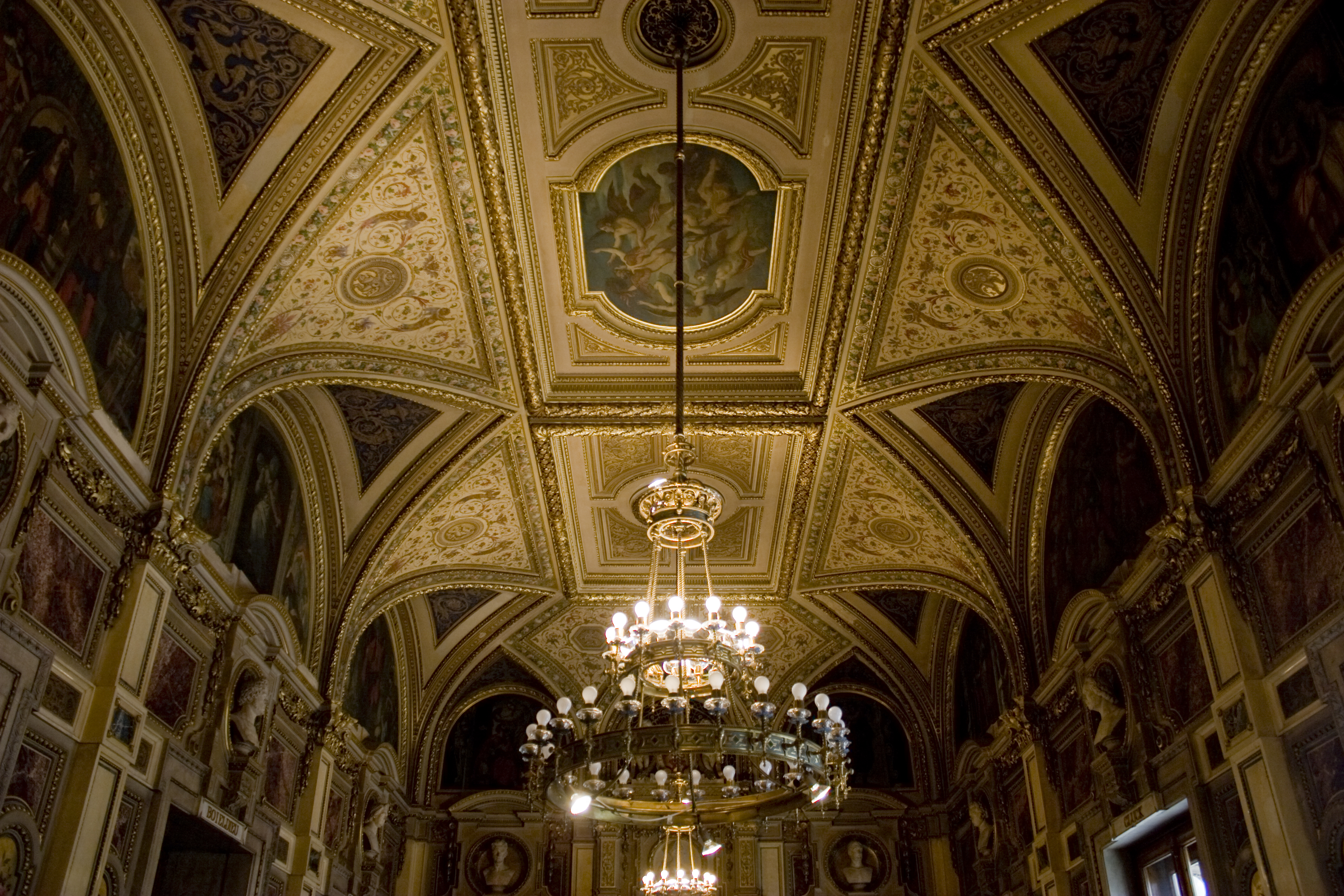
Intérieur de l'Opéra d'État.

Forte d'un patrimoine musical exceptionnel, Vienne dispose d'une très longue tradition dans le domaine de l'opéra et dans celui du théâtre.
Le Burgtheater, ainsi que sa deuxième scène (le théâtre académique), passent pour figurer parmi les théâtres les plus importants au monde. Vienne dispose également du théâtre populaire (Volkstheater) et du théâtre de Josefstadt. Une multitude de plus petites scènes renforce l'offre de théâtres de la capitale, petites scènes qui n'ont guère à envier aux plus grandes du point de vue qualité. Celles-ci sont souvent consacrées à des pièces modernes et expérimentales, ainsi qu'au cabaret ou à l'art mineur.
Les amateurs d'opéra bénéficient également une offre très riche : l'opéra national (Staatsoper) et l'opéra populaire (Volksoper) proposent une offre variée, ce dernier, en plus des représentations d'opéras (souvent transcrits en langue allemande), donnant aussi à voir des opérettes et des comédies musicales.
Le théâtre sur la Vienne (Theater an der Wien) s'est distingué ces dernières années par de premières représentations de comédies musicales. La plus appréciée d'entre elles fut Elisabeth, qui fut ensuite traduite en plusieurs langues et jouée dans le monde entier. La maison dans laquelle Beethoven présenta Fidelio pour la première fois est depuis 2006 de nouveau consacrée uniquement à l'opéra.
La maison de la musique (Haus der Musik) de Vienne propose aux enfants et adultes depuis l'an 2000 un musée du son (Klangmuseum).
Le théâtre de marionnettes du château de Schönbrunn (Marionettentheater Schloß Schönbrunn) propose à tous un spectacle de marionnettes sous forme de pièces et d'opéras.

### Musées

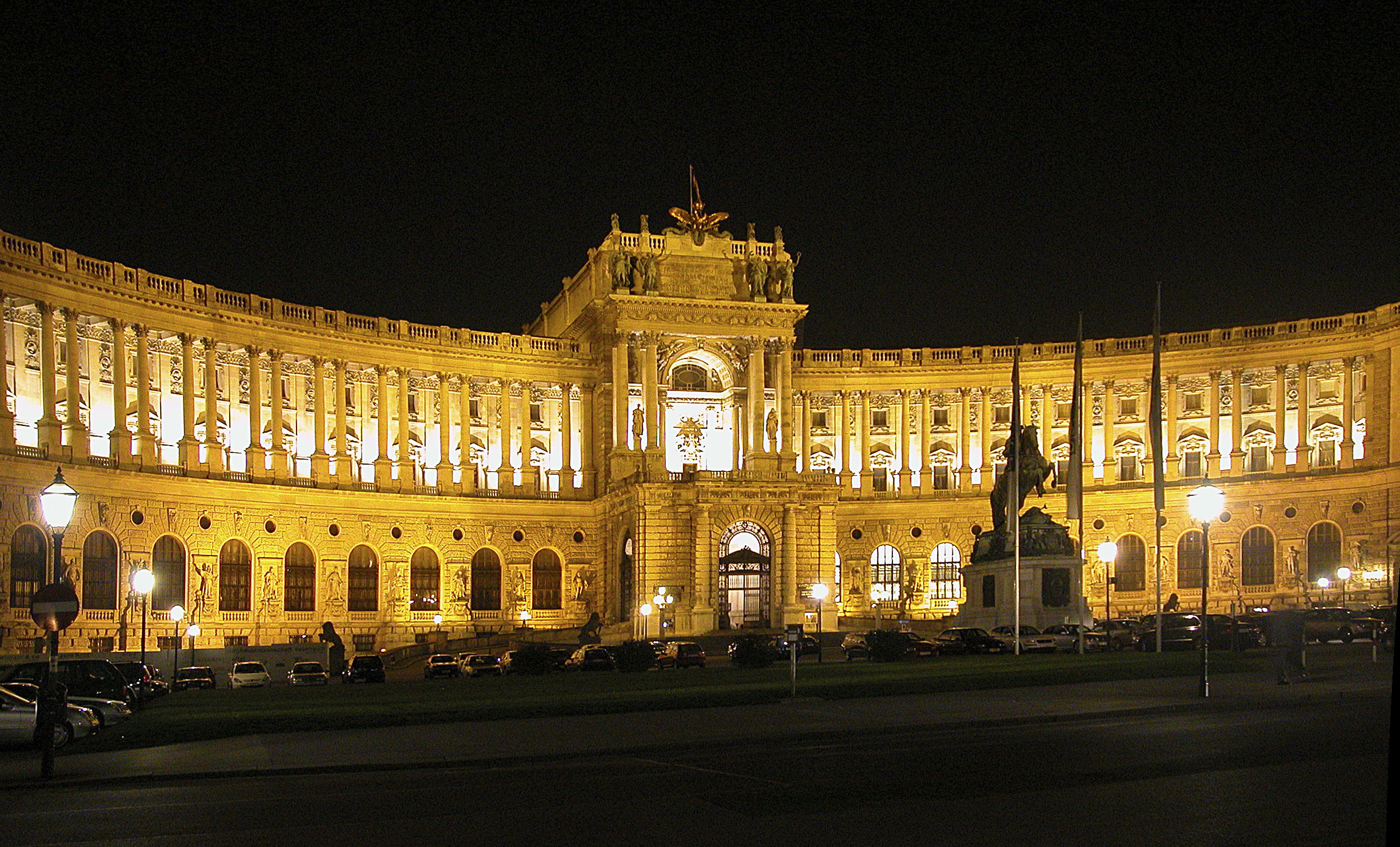
La Hofburg, résidence d'hiver des Habsbourg.

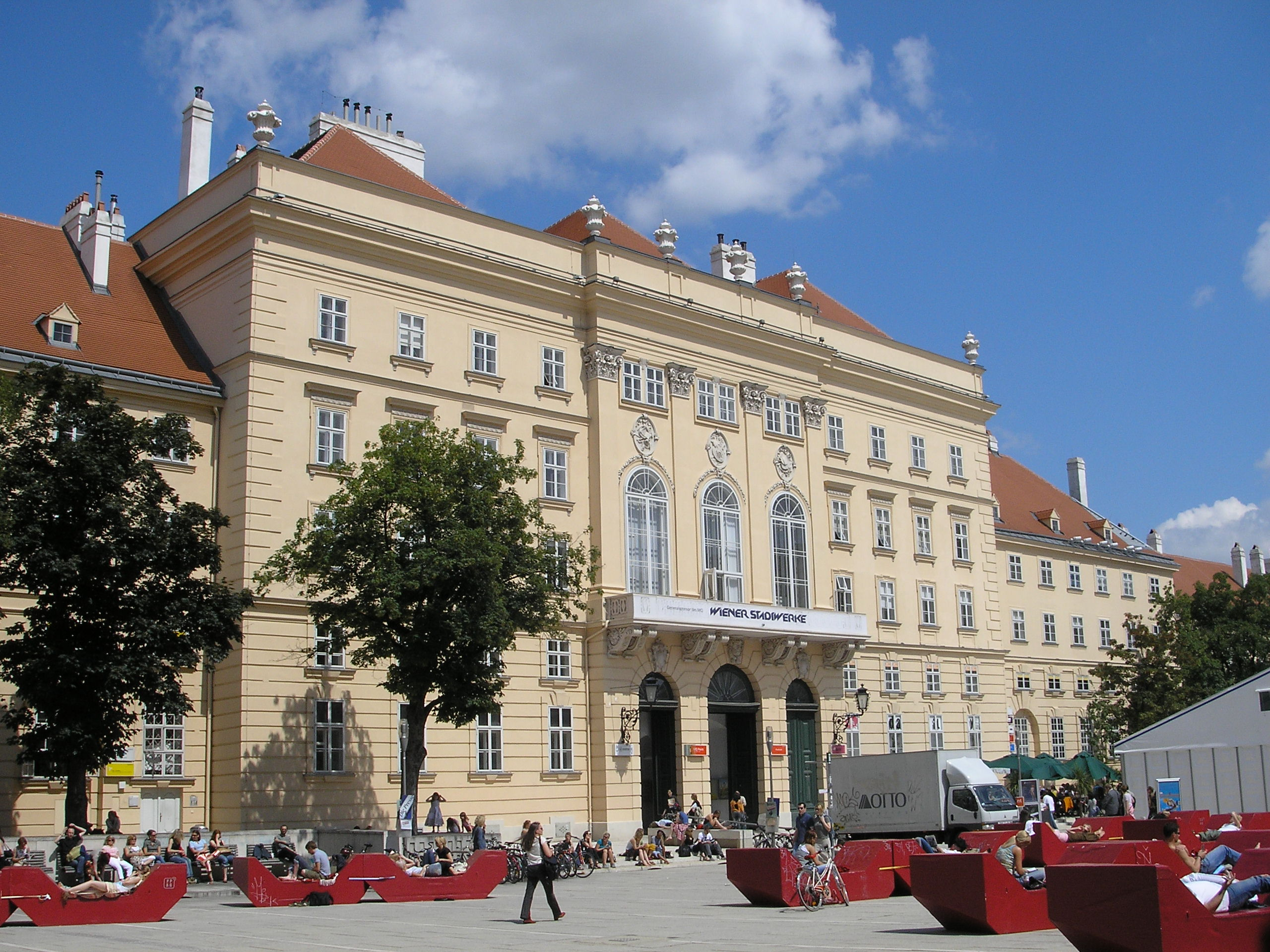
Le Museumsquartier.

La Hofburg abrite le musée de Sissi, les appartements de l'empereur (Kaiserappartements) et la chambre du trésor d'argent de la Cour (Hofsilber- und Tafelkammer) où la couronne du Saint-Empire est exposée avec d'autres regalia. Directement à côté de la Hofburg se trouvent deux bâtiments identiques qui se font face : le musée de l'histoire de l'art (Kunsthistorisches Museum), qui abrite de nombreuses peintures de maîtres, ainsi que le muséum de Vienne (Naturhistorisches Museum Wien, aussi appelé musée d'histoire naturelle de Vienne).
De là, on accède directement au Museumsquartier (le quartier des musées), un complexe de musées érigé dans les années 1990 dans les anciennes écuries impériales. Ce quartier abrite le musée d'art moderne de la Fondation Ludwig (Museum moderner Kunst - Stiftung Ludwig), le musée Leopold (Leopold-Museum), où se trouve la plus grande collection du monde des peintures de Schiele et qui propose principalement des œuvres du style de la Sécession viennoise, des œuvres modernes viennoises et de l'expressionnisme autrichien, plusieurs salles servant à des expositions temporaires, la 'Kunsthalle de Vienne' (Kunsthalle Wien), le 'AzW - Architekturzentrum Wien' - le musée d'architecture moderne et contemporaine, ainsi que le quartier de la danse (Tanzquartier Wien). Le Liechtenstein Museum, le musée de l'art baroque, abrite l'une des collections d'art privées les plus importantes au monde.
Le Musée des Beaux-Arts de Vienne (Kunsthistorisches Museum) possède une exceptionnelle collection de peinture européenne, notamment des écoles flamandes (avec notamment le plus grand ensemble d'œuvres de Pieter Bruegel au monde), italiennes et allemandes. Il présente aussi d'importantes collections de sculptures, d'arts décoratifs et d'antiquités grecques, romaines et égyptiennes.
Un autre musée majeur est l'Albertina (Albertina Museum), dédié principalement aux arts graphiques (dessins et gravures), et qui possède une collection unique dans ce domaine, avec par exemple un ensemble remarquable de dessins et aquarelles d'Albrecht Dürer.
La capitale autrichienne propose également d'autres curiosités atypiques comme le palais de la Sécession, bâtiment emblématique du style de la Sécession viennoise, le palais du Belvédère, le Forum d'art de la Banque autrichienne (BA-CA Kunstforum) au centre-ville sur la place Freyung ou encore la célèbre Hundertwasserhaus de l'architecte Friedensreich Hundertwasser.
Viennent encore s'ajouter de nombreux autres musées, du Musée d'histoire de l'armée (Heeresgeschichtliches Museum) au Musée des techniques de Vienne (Technisches Museum Wien) en passant par le Musée de l’horlogerie (Wiener Uhrenmuseum) au musée des pompes funèbres (Bestattungsmuseum Wien) ou encore le Musée de la brique (Wiener Ziegelmuseum), sans oublier les musées d'arrondissements, qui se concentrent sur l'histoire propre à chaque arrondissement - comme le musée du quartier de Leopoldstadt.

### Espaces verts
Si la Slovénie voisine et sa capitale Ljubljana, réputés pour leurs espaces verts sont la destination la plus récompensée par la Commission européenne pour le tourisme durable,, d'autres cités du Vieux continent figurent au classement des 20 villes les plus vertes établi en 2021 par le site spécialisé European Best Destinations. Au sein de ce palmarès Vienne, autre ville très investie dans le tourisme durable, est 14e.
Vienne possède en effet de nombreux parcs et est l’une des villes au monde avec la plus forte proportion d’espaces verts, qui représentent la moitié de la superficie de la ville. Le centre ville compte plusieurs parcs dont l'histoire remonte parfois jusqu'au XVIe siècle : il s’agit notamment du Stadtpark, du Burggarten adjacent à la Hofburg, du baroque Augarten et du Volksgarten. Parmi les jardins baroques des palais de faubourgs, le parc du palais du Belvédère avec le jardin botanique. En plus des grands parcs, il existe de nombreux parcs plus petits, en particulier dans les quartiers intérieurs. Ceux-ci sont aussi familièrement appelés Beserlparks. Les cimetières ont également été transformés en parcs (par exemple, le Währinger Schubertpark).
Le plus grand parc de Vienne est le Prater de Vienne à Leopoldstadt. Avec ses 600 hectares, il fait presque deux fois la taille de Central Park à New York et trois fois la taille du Tiergarten de Berlin. Il est également un parc d'attractions permanentes au centre de la ville. La Grande Roue de Vienne en est l'attraction la plus populaire, elle est même devenue un symbole de la ville. L’ancien terrain de chasse impérial, qui se compose encore en grande partie de paysages de plaines inondables, a été remis au peuple par Joseph II en 1766. Au fil du temps, le parc d’exposition, où s’est déroulée l’Exposition universelle de 1873, le parc d’attractions Wurstelprater avec son emblème, la grande roue, et le stade Ernst Happel (anciennement stade du Prater), le plus grand stade de football d’Autriche, ont été construits autour du Prater vert.
L’île du Danube de 21,1 kilomètres de long et 200 mètres de large avec le Nouveau Danube, qui a été construite entre 1972 et 1988 pour se protéger des inondations, est également une zone de loisirs locale populaire pour la population viennoise (baignade en été...).
À l’ouest de la ville, les contreforts de la forêt de Vienne s’étendent parfois loin dans les zones bâties de la périphérie. On y trouve, entre autres, le plus vaste espace vert de la ville, le Lainzer Tiergarten, une vaste zone forestière (2500 hectares) avec une riche faune. Outre le pavillon de chasse de la villa Hermes, le gibier est encore présent dans l’ancienne zone de chasse impériale, les sangliers du Lainzer Tiergarten étant particulièrement populaires. Plusieurs sommets montagneux du Wienerwald, dont le Latisberg, le Leopoldsberg, le Kahlenberg, le pré Am Himmel, au nord de Vienne sont très fréquentées en été par les familles. Les forêts à l’ouest sont poursuivies par la ceinture verte viennoise au sud (Wienerberg et Laaer Berg), dont certaines ont été reboisées à grands frais (Kurpark Oberlaa...).
Au nord du Danube, outre le parc du Danube, la Lobau sert notamment de zone de loisirs locale. La zone de plaine inondable du Danube fait partie du parc national de Donau-Auen. On peut ajouter le cimetière central de Vienne (Zentralfriedhof), au sud-est de Vienne, le plus grand d'Europe (240 hectares) qui accueille de nombreux musiciens célèbres, avec l'église Art nouveau Saint-Charles-Borromée.

### Prix attribués par la ville
- Prix H. C. Artmann

### Galerie d'images

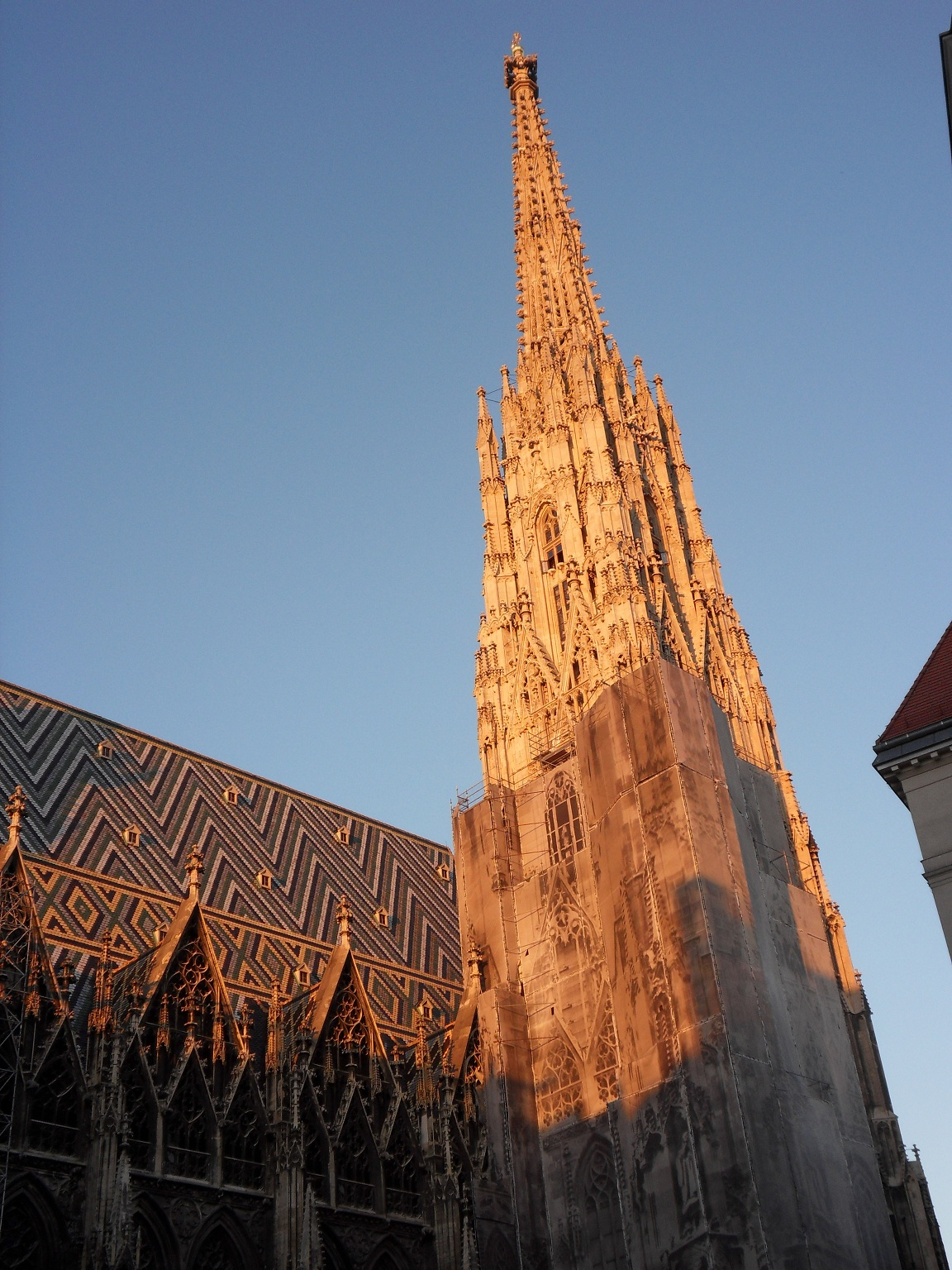
Flèche ("Steffl") de la cathédrale Saint Étienne au soleil couchant.
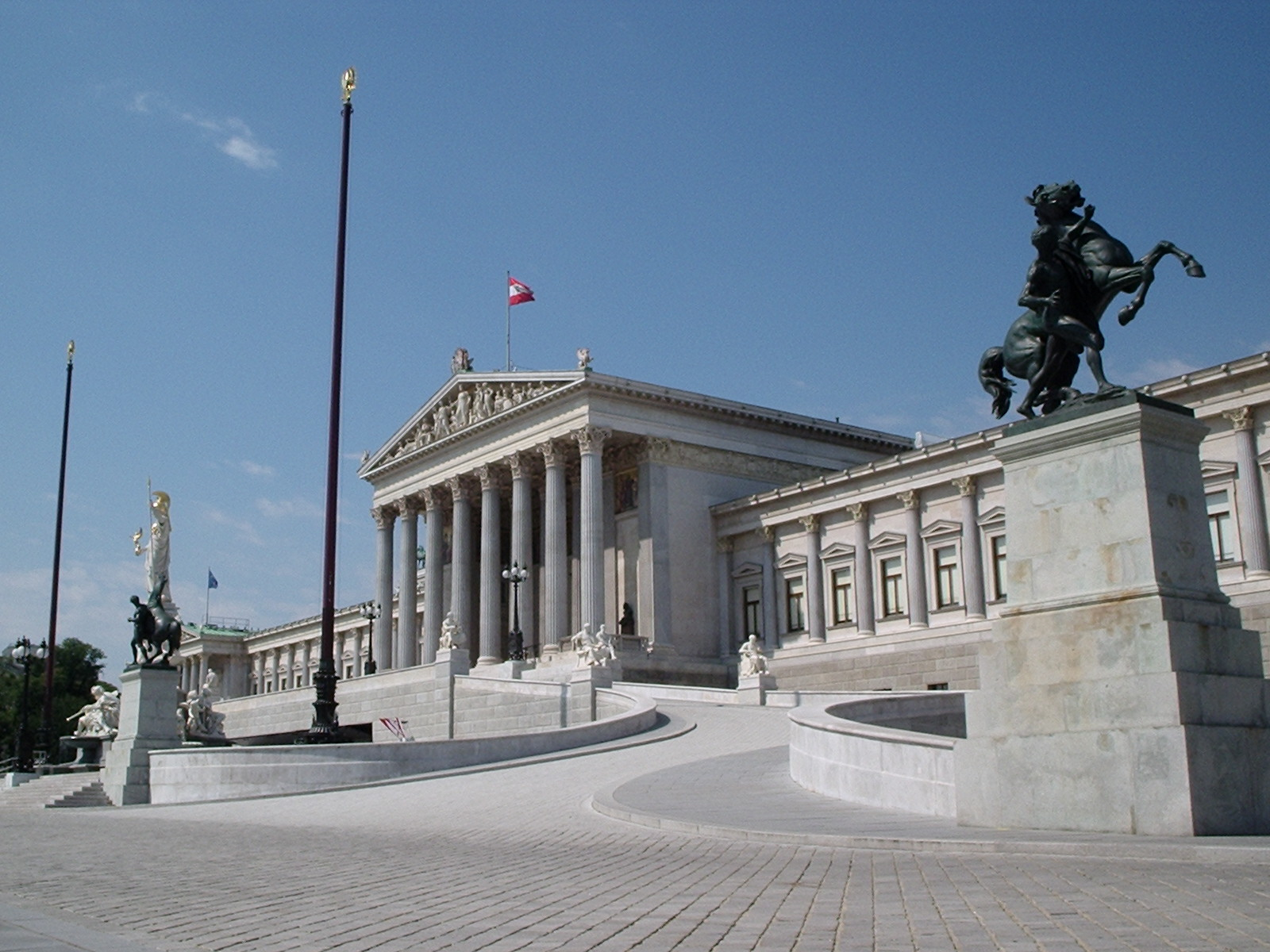
Le parlement autrichien, sur le Ring.
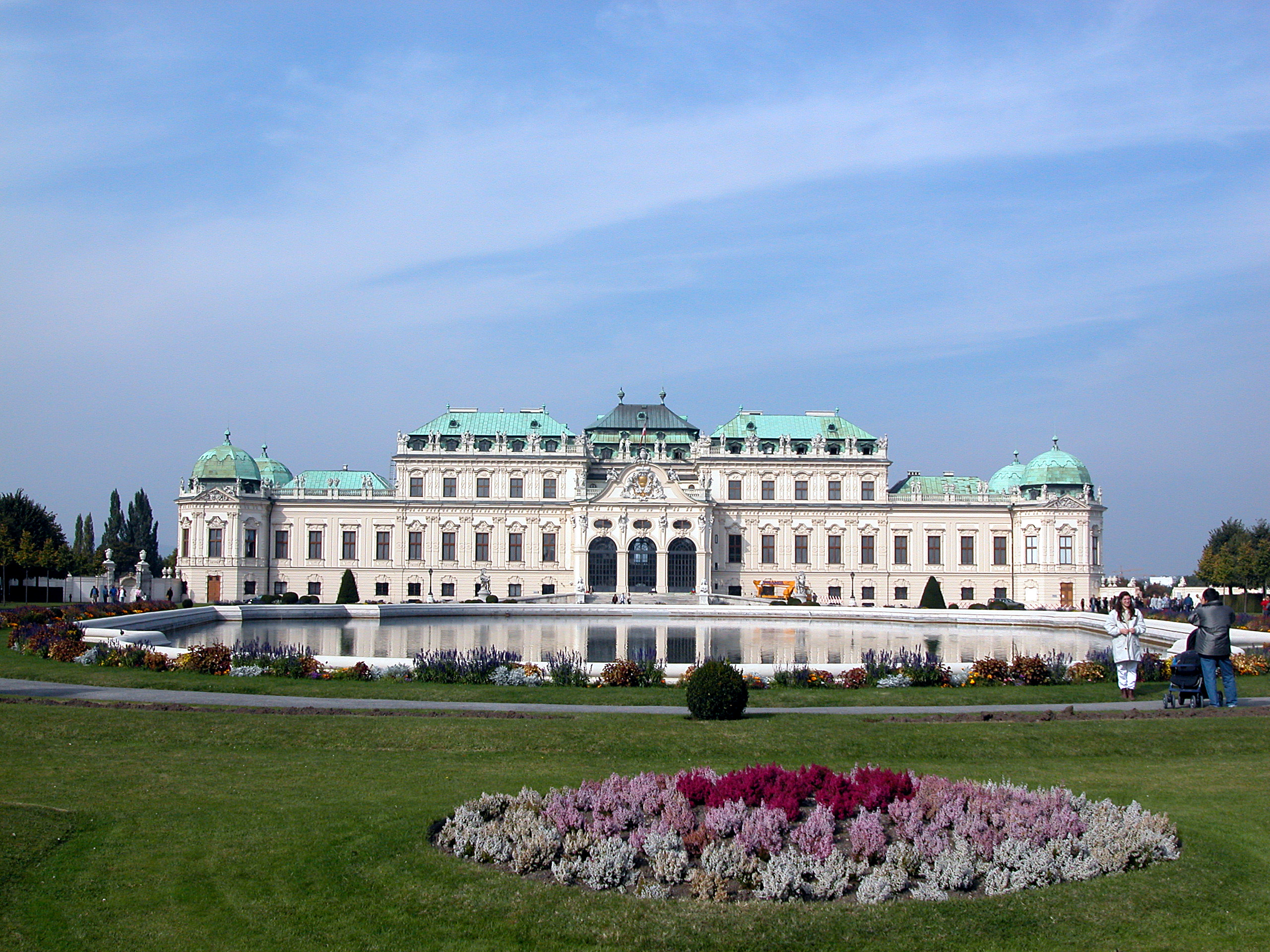
Le palais du Belvédère dans le 3e arrondissement.
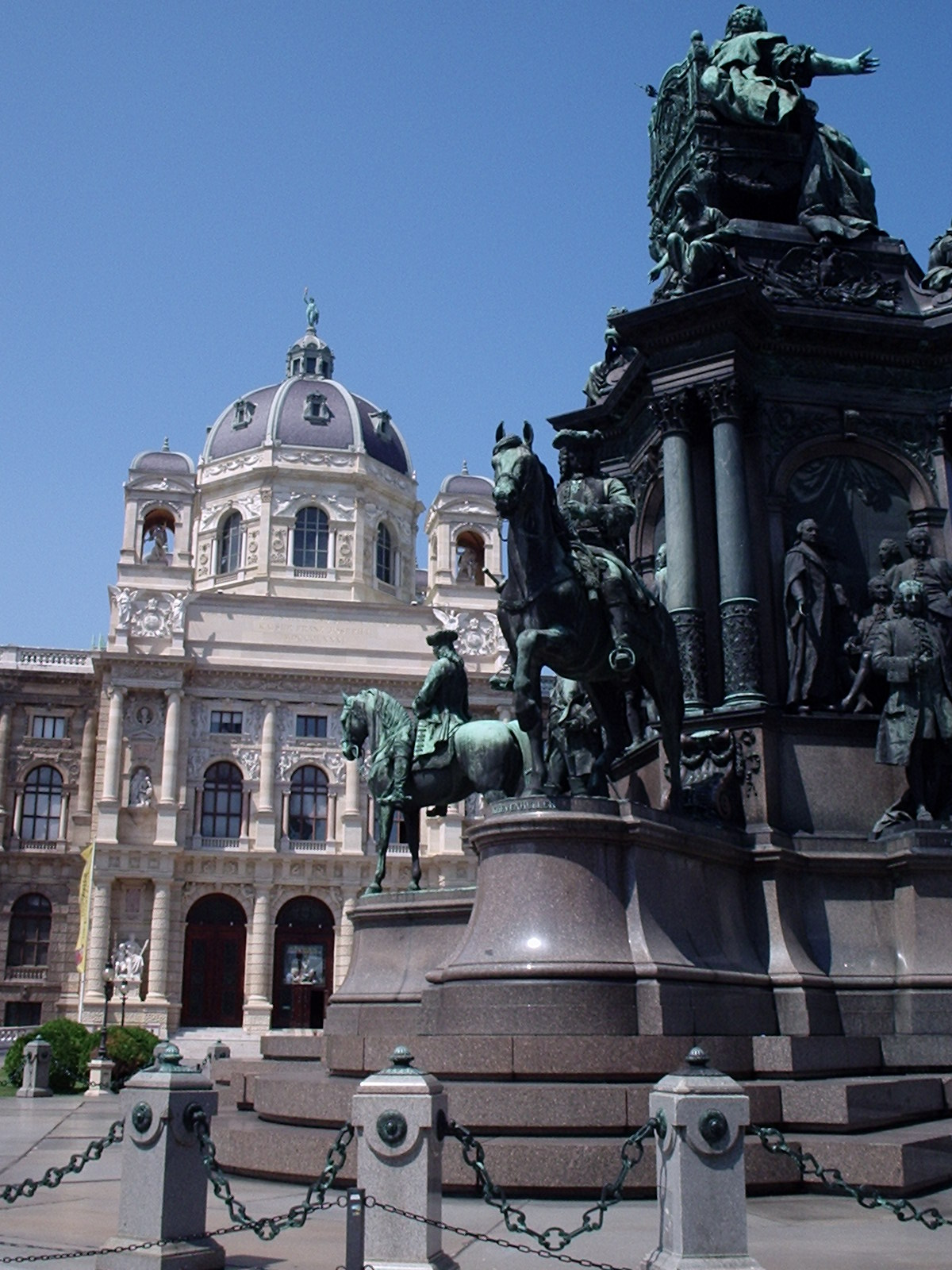
Le Muséum d'histoire naturelle de Vienne.
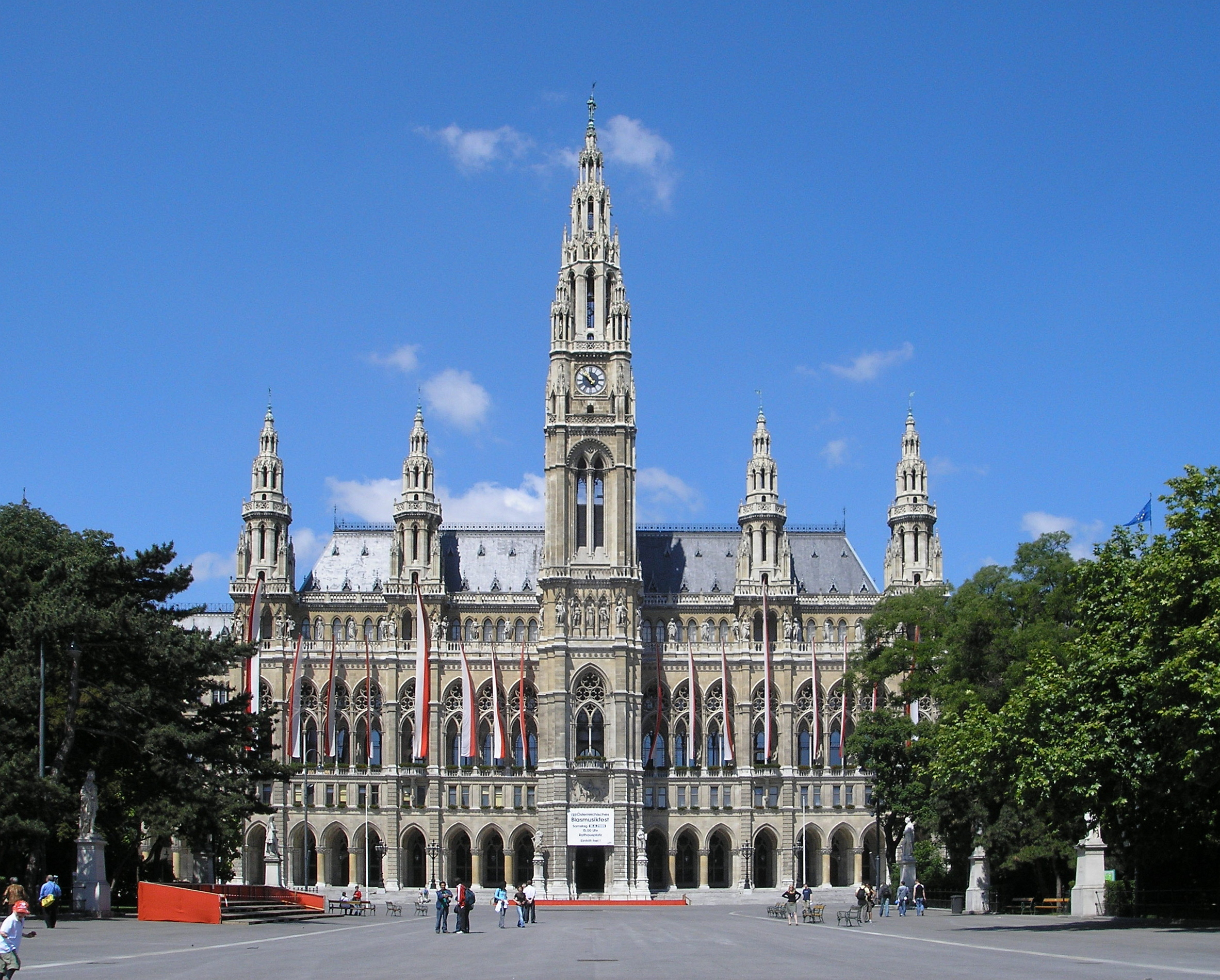
L'hôtel de ville de Vienne.
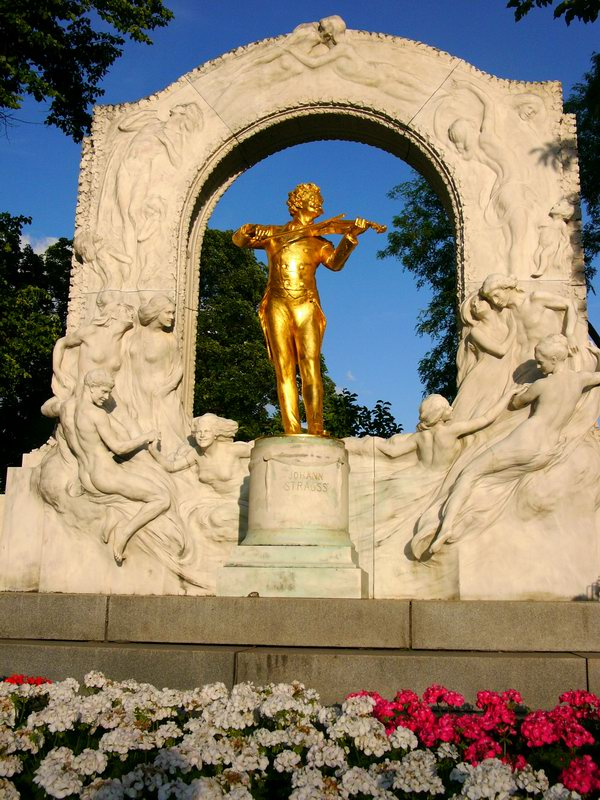
Le mémorial de Johann Strauss II au Stadtpark.
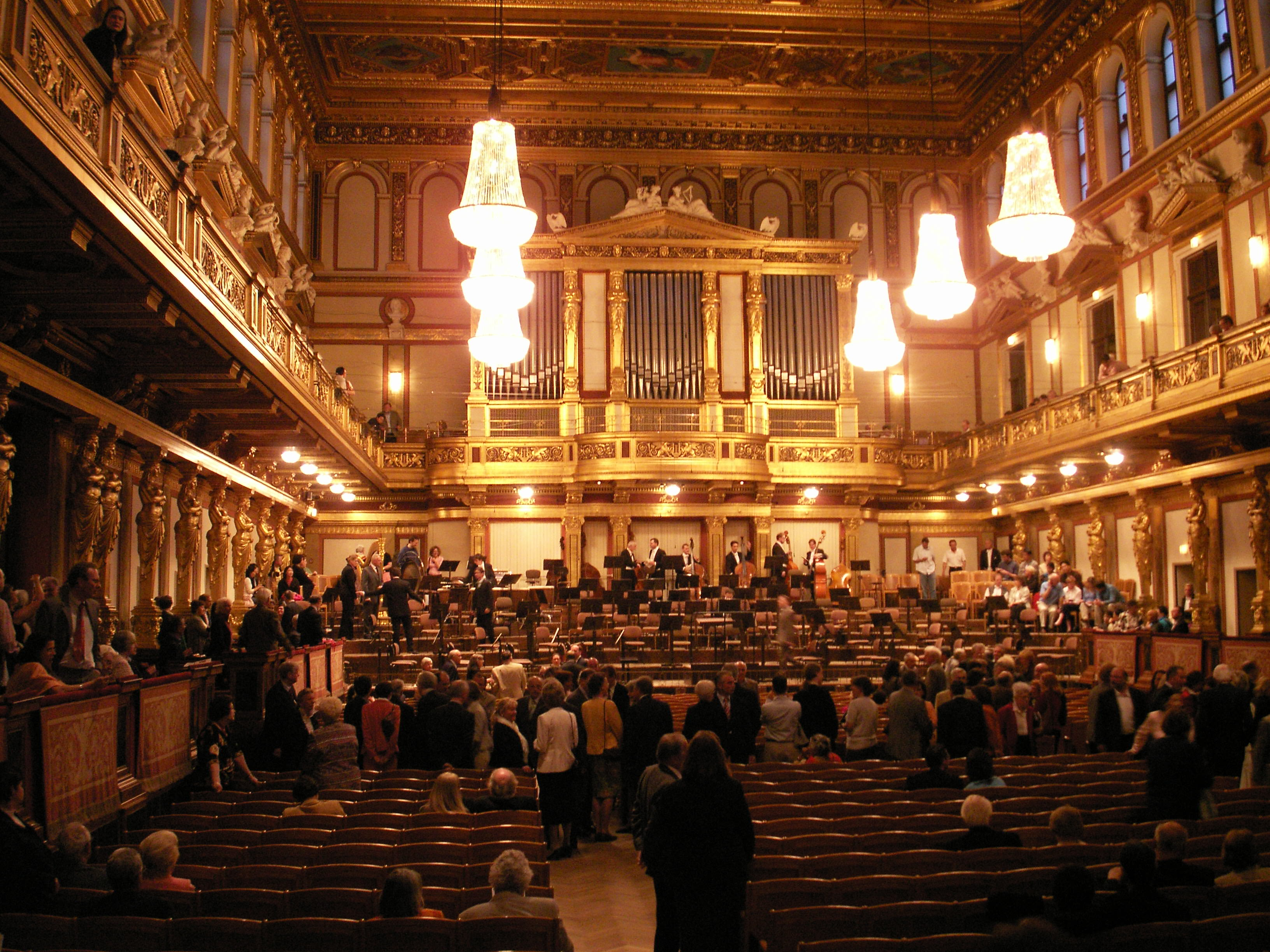
La salle dorée de la Musikverein, où est donné le concert du nouvel an à Vienne.
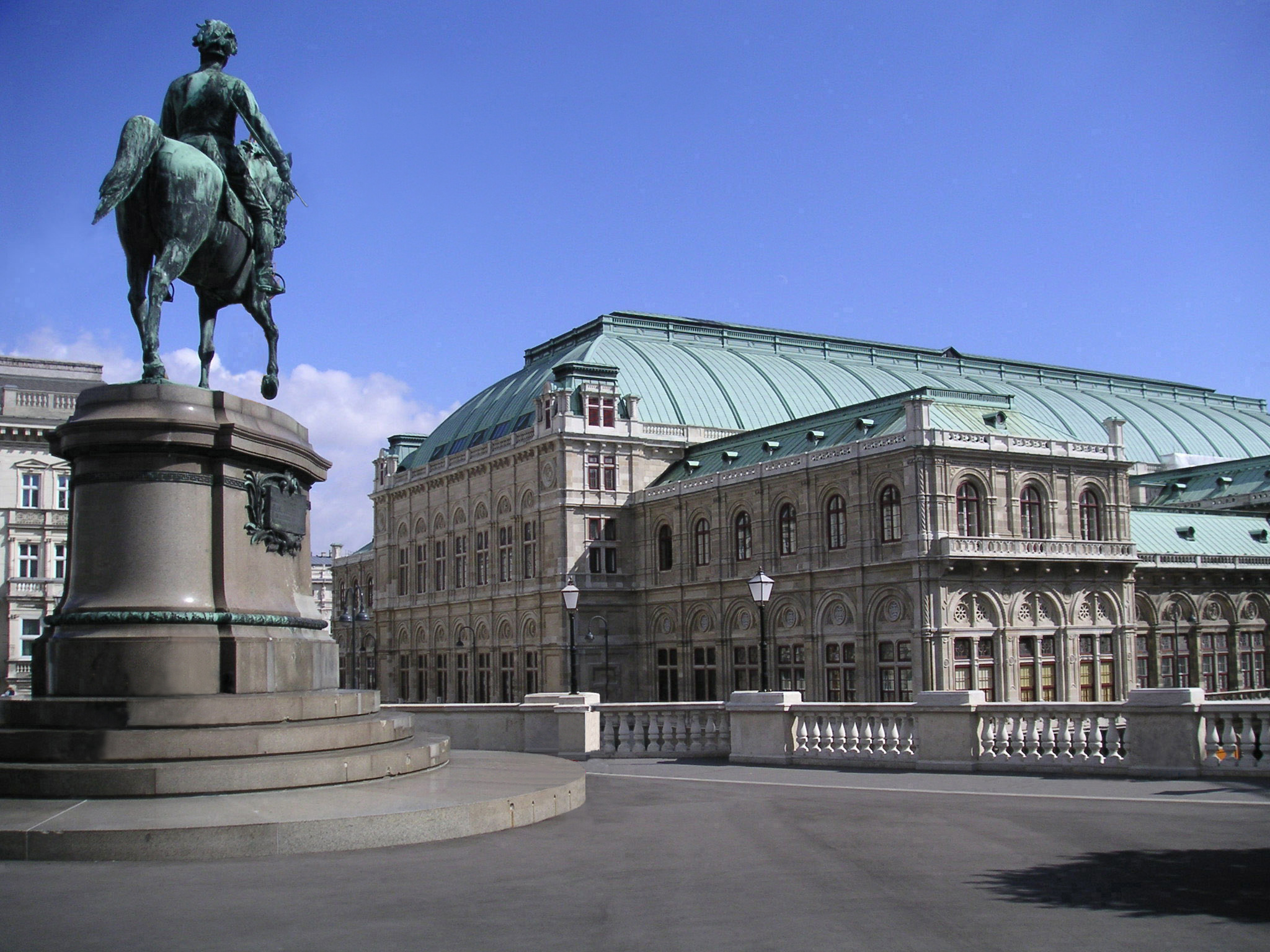
Le Staatsoper, où se tient une fois par an le bal de l'opéra de Vienne.
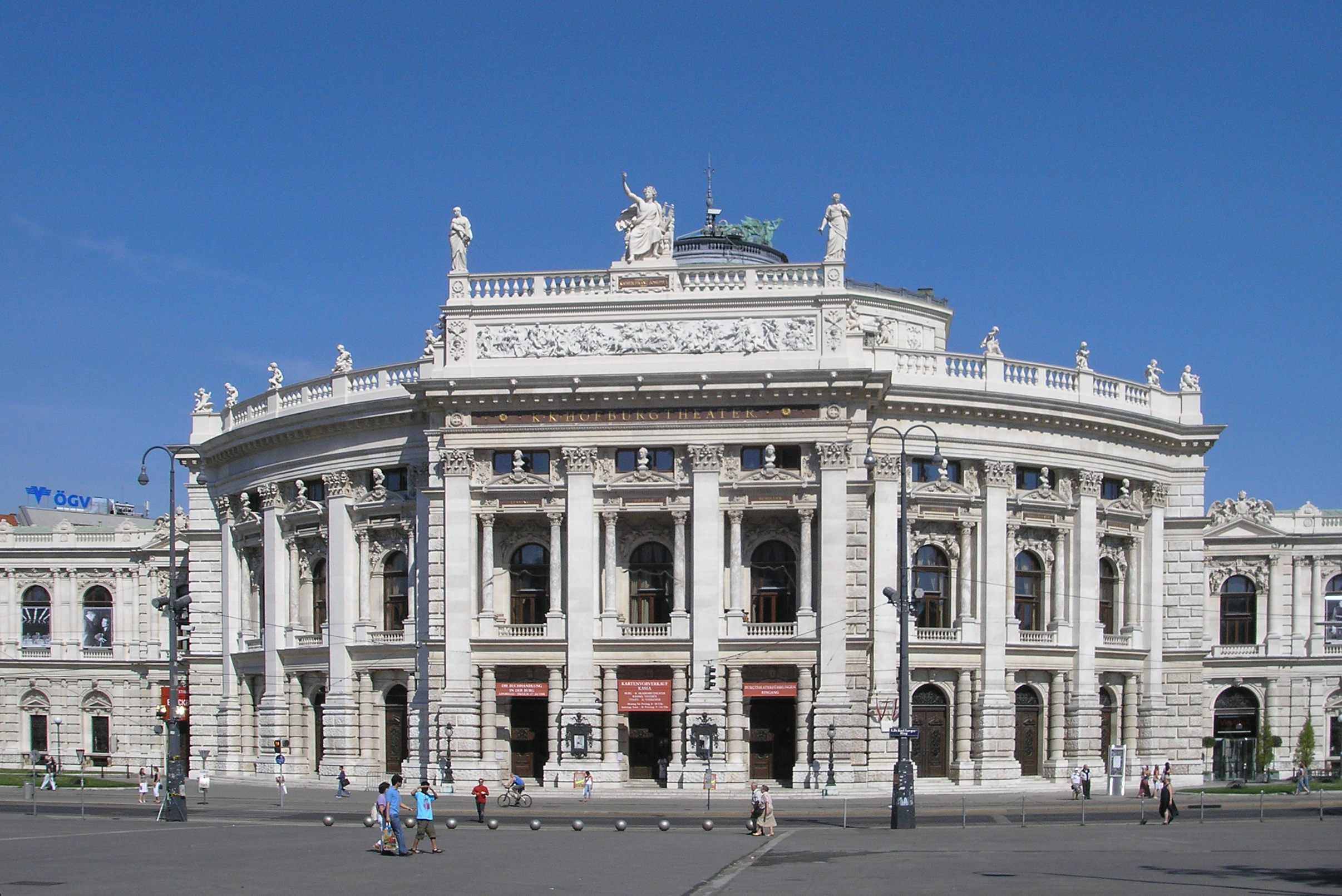
Le Burgtheater et sa scène germanophone des plus renommées.
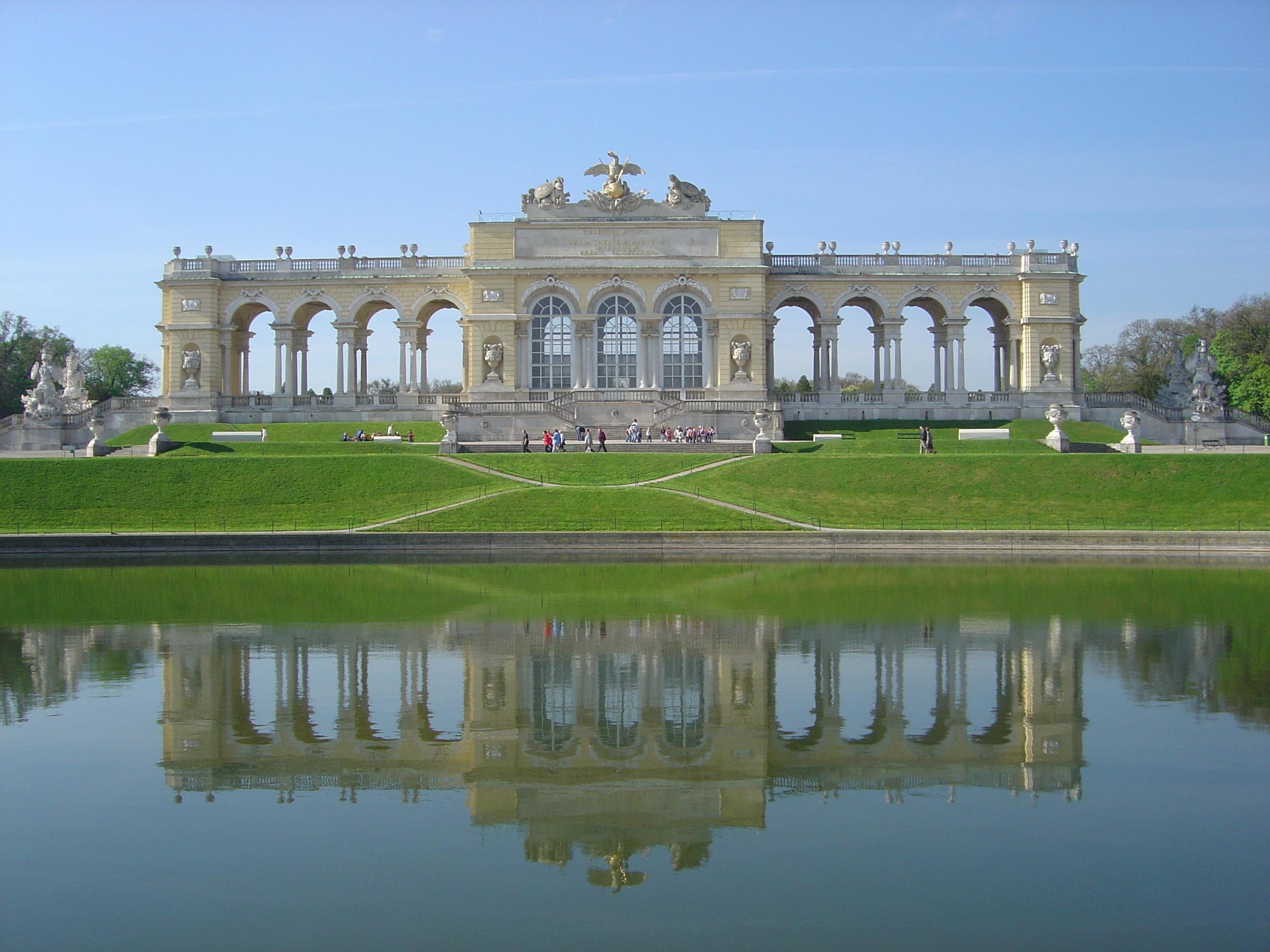
La Gloriette de Schönbrunn.
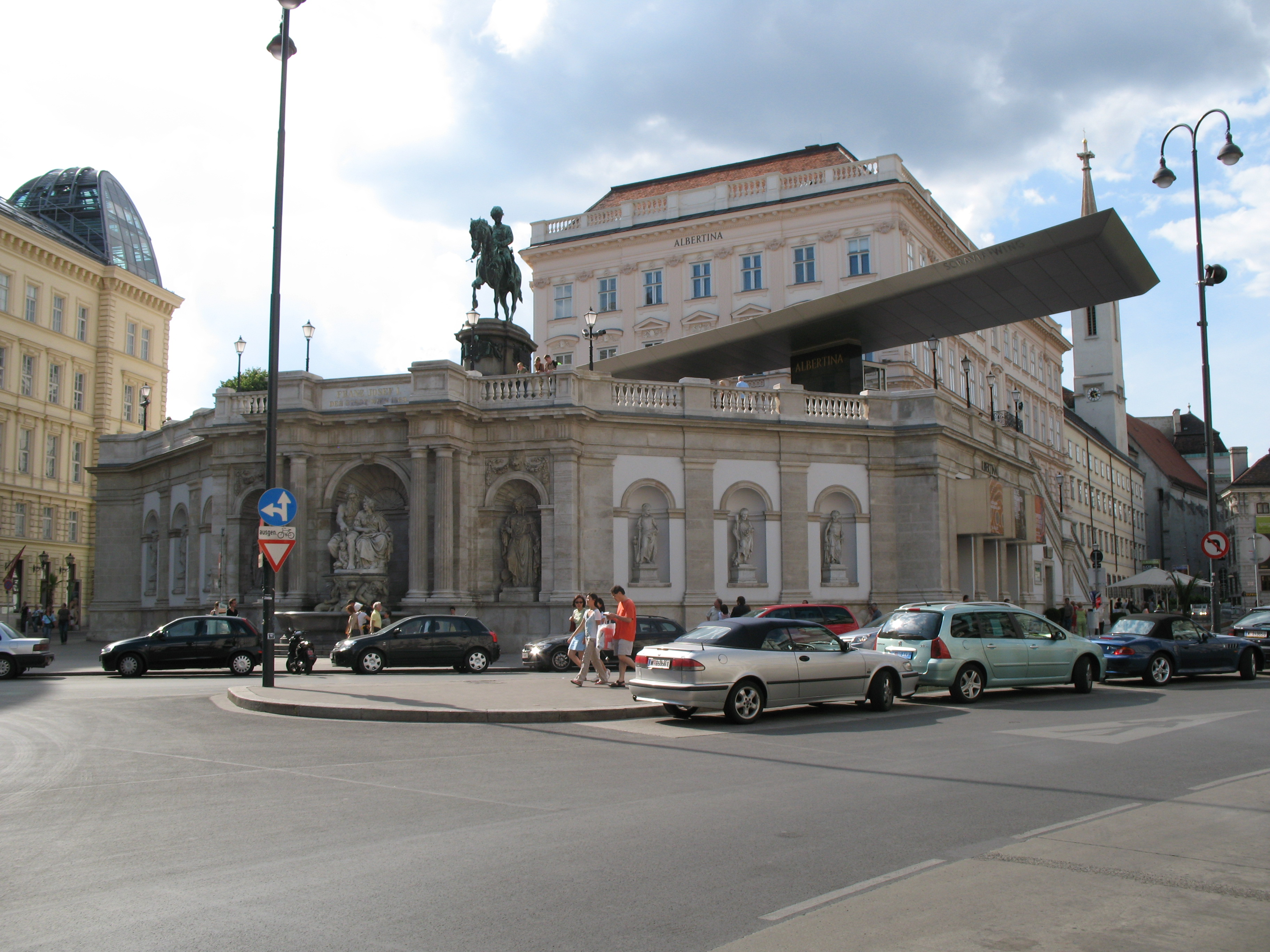
Musée Albertina.
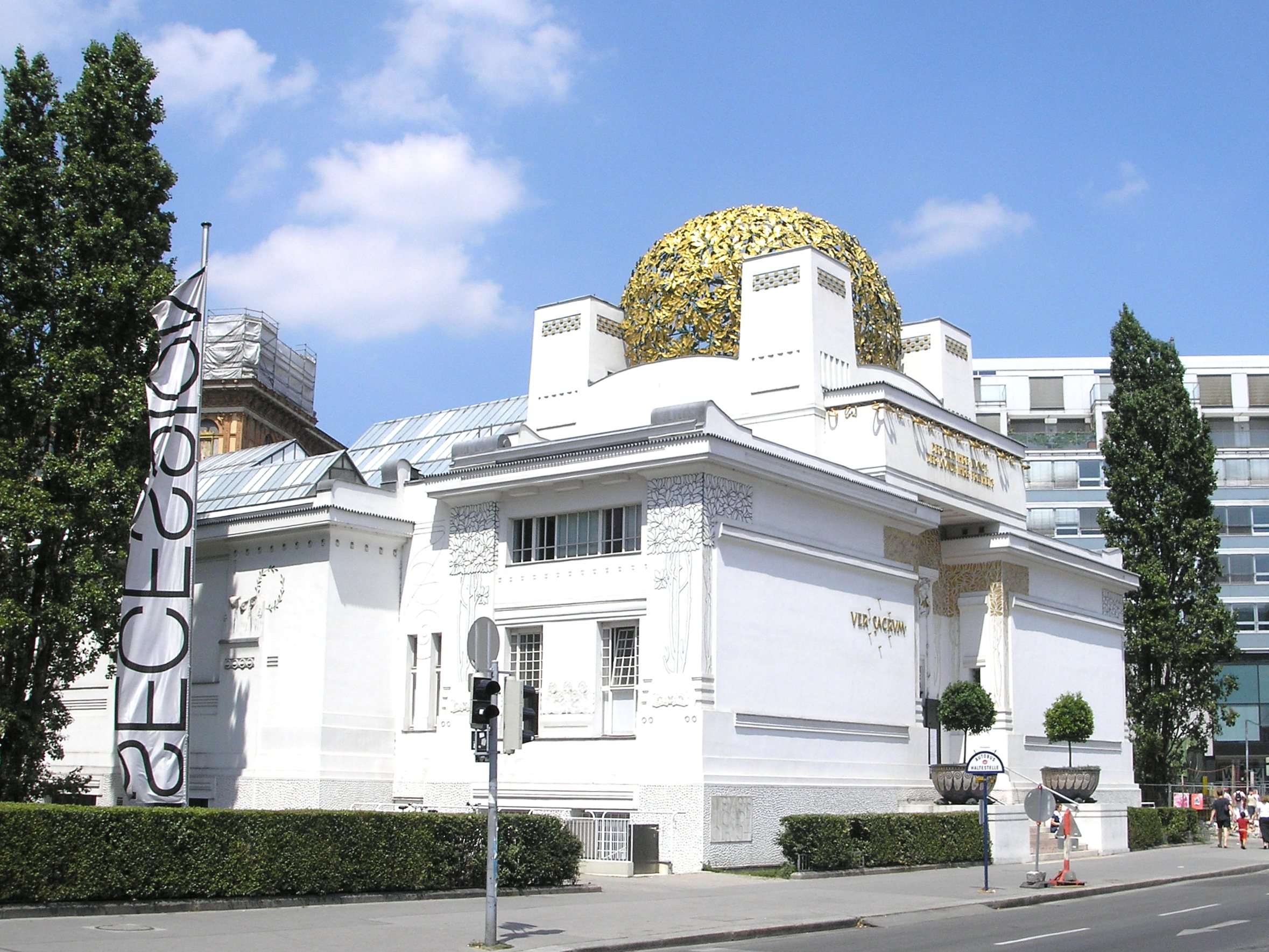
Palais de la Sécession.
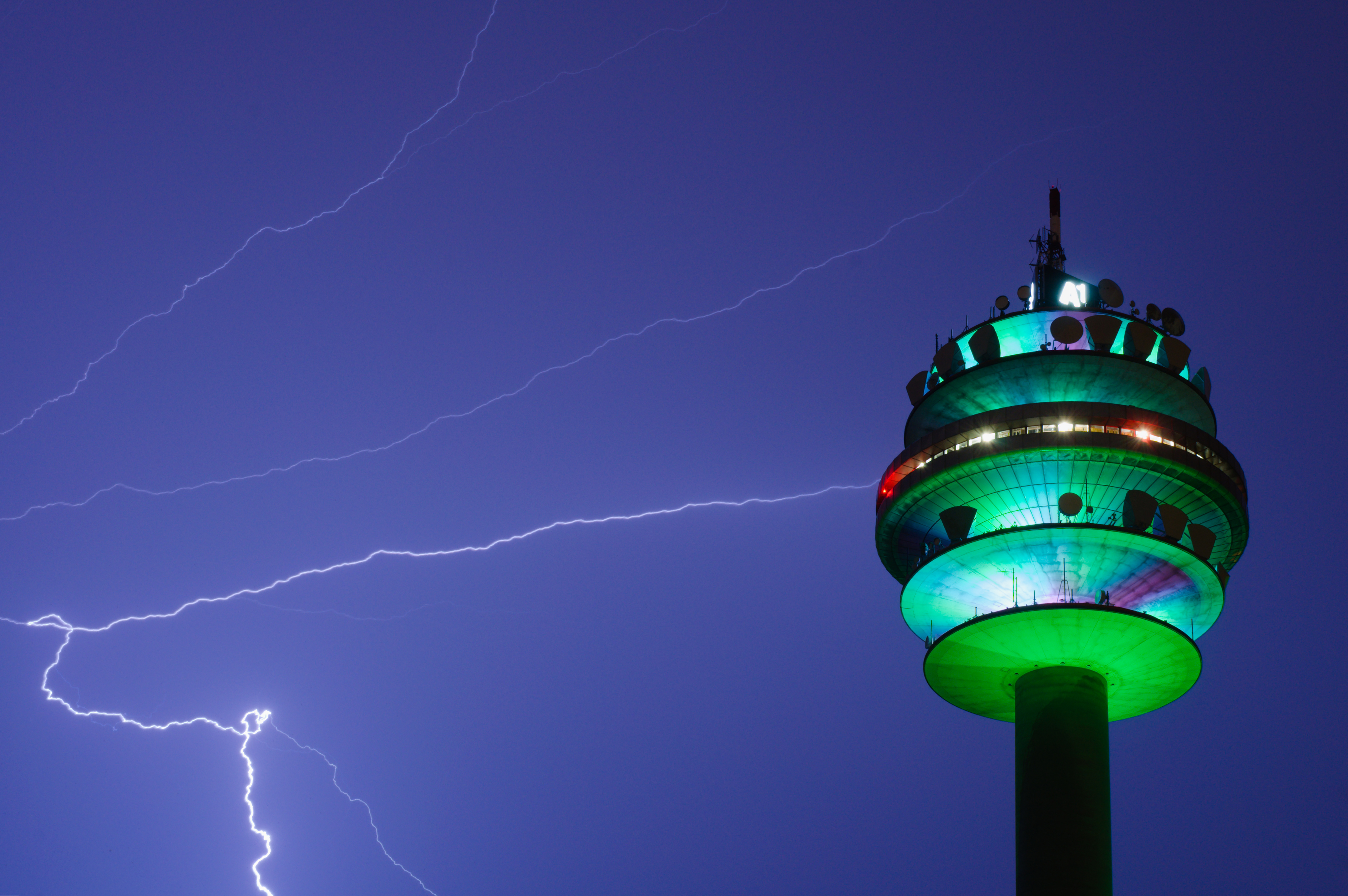
La foudre tombe sur la tour de la radio dans le quartier Arsenal à Vienne. Aout 2017.
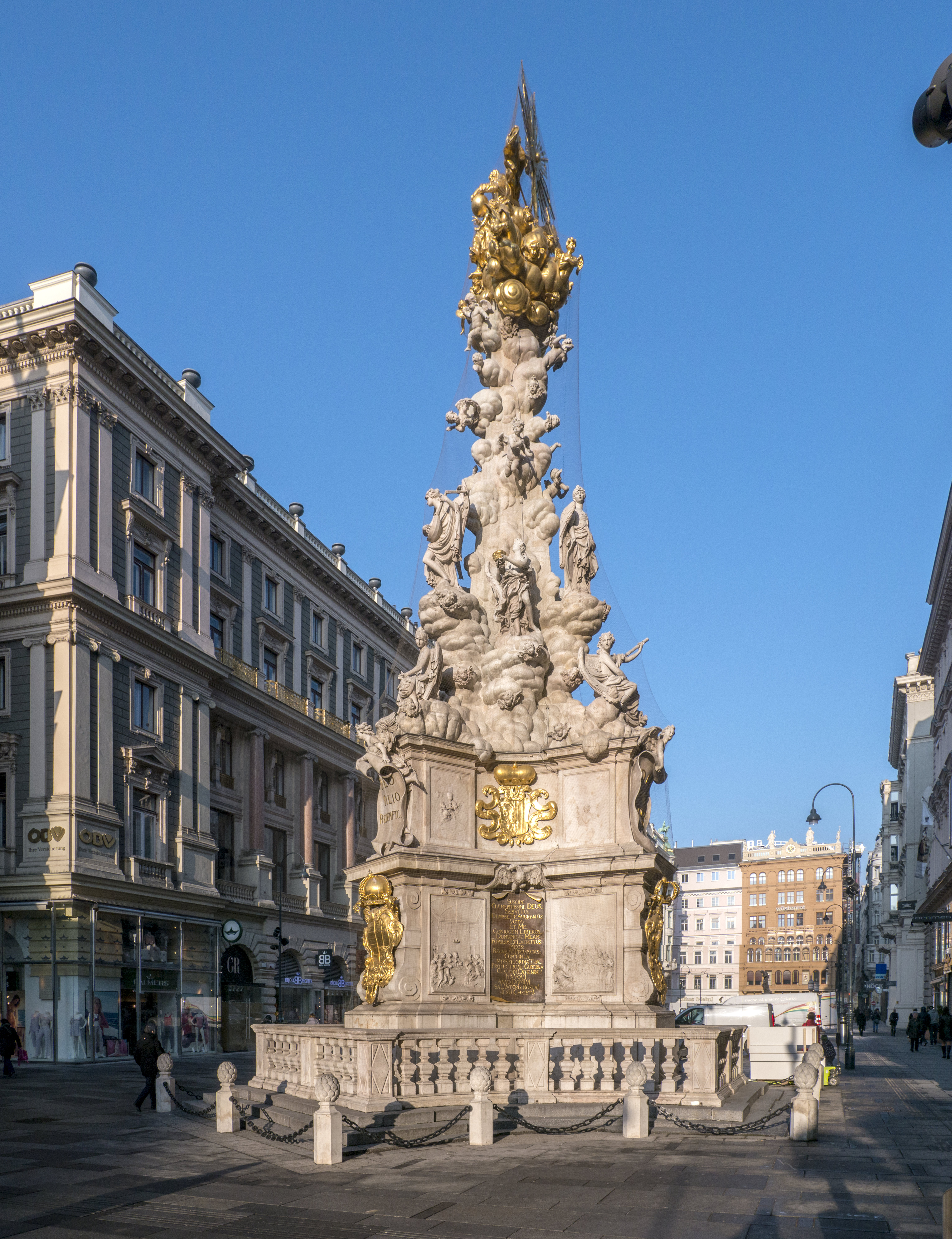
Colonne de la peste, située sur le Graben, une rue du centre ville, commémorant la Grande peste de 1679.

## Religion

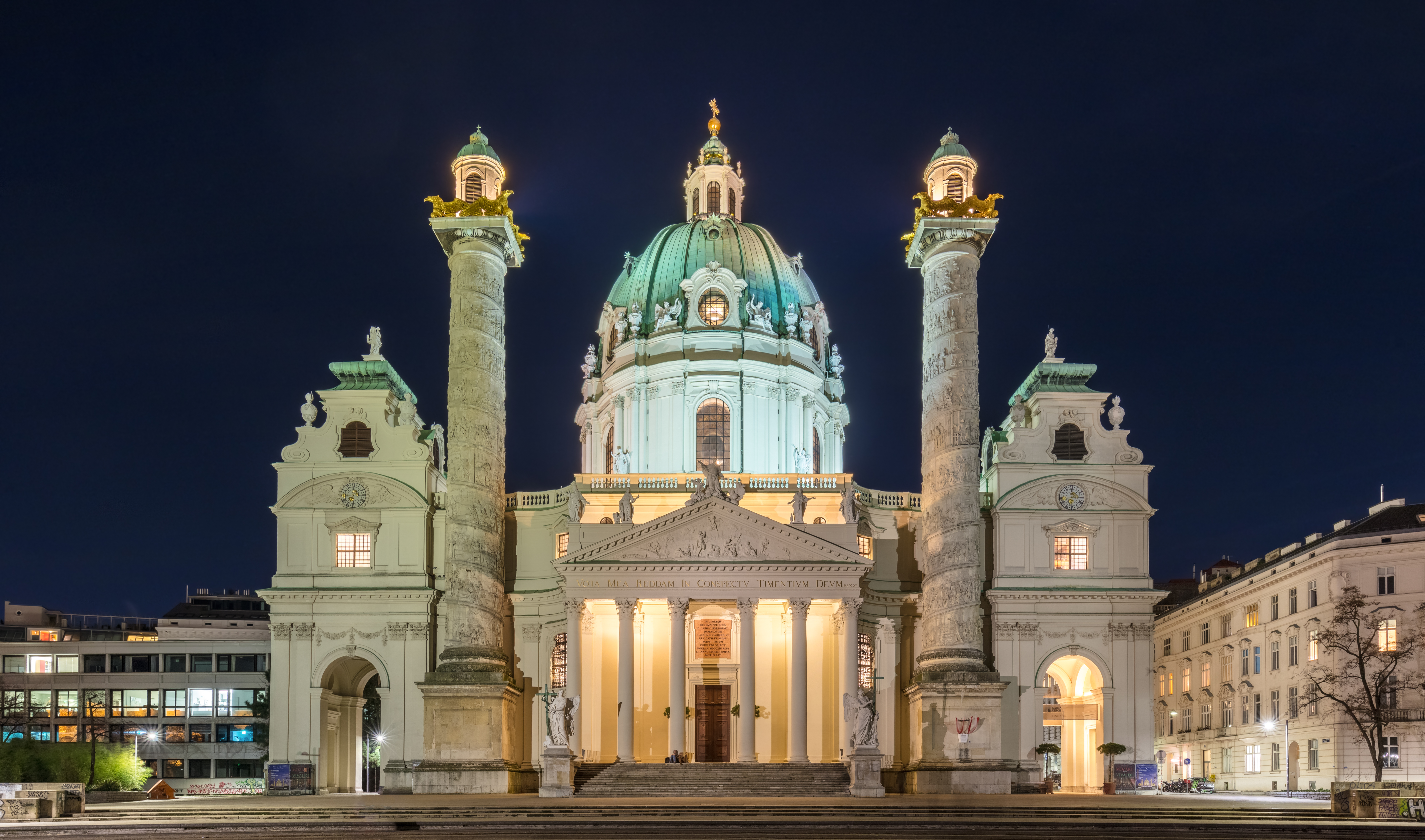
L'église Saint-Charles-Borromée. ("Karlskirche").

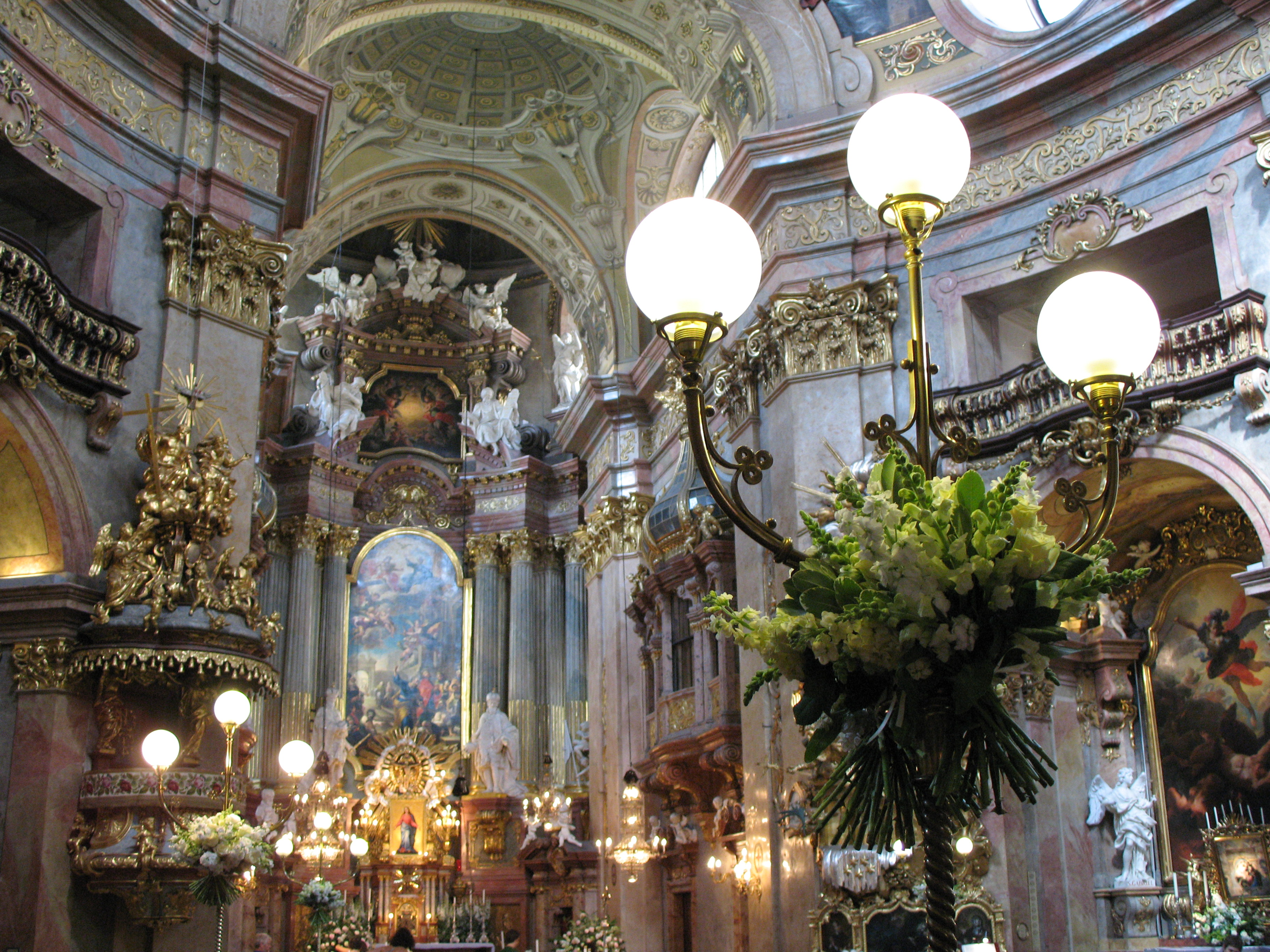
Intérieur rococo de l'église Saint-Pierre.

Depuis le Moyen Âge, la religion majoritaire est le catholicisme. Vienne a plus d'une centaine d'églises catholiques. Sur la base des informations fournies aux responsables de la ville par diverses organisations religieuses au sujet de leur appartenance, l'Annuaire statistique de Vienne 2019 rapporte en 2018 environ 610 269 catholiques romains, soit 32,3% de la population, 195 000 (10,3%) musulmans, 70 298 (3,7%) orthodoxes, 57 502 (3,0%) d'autres chrétiens et 9 504 (0,5%) d'autres religions. Une étude menée par l' Institut de Démographie de Vienne a estimé que les proportions de 2018 étaient 34% catholiques, 30% non affiliés, 15% musulmans, 10% orthodoxes, 4% protestants et 6% d'autres religions. Jusqu’en 1938, Vienne comptait l’une des plus grandes communautés juives d’Europe, avec environ 185 000 membres de la communauté juive. Aujourd’hui, la communauté juive de Vienne compte 7000 membres.

### Églises notables
- Cathédrale Saint-Étienne de Vienne du XIIe – XIIIe siècle, certainement l'édifice religieux le plus célèbre de Vienne.
- Église votive, église du XIXe siècle.
- Église Saint-Charles-Borromée XVIIIe siècle, chef-d'œuvre d'architecture baroque.
- Église Saint-Pierre, chef-d'œuvre du rococo.
- Église des Augustins (Augustinerkirche), paroisse des Habsbourg.
- Église des Capucins, célèbre nécropole des Habsbourg.
- Église Saint-Jean-Baptiste de l'ordre de Saint-Jean de Jérusalem.
- Église des Minimes (Minoritenkirche), XIIIe siècle.
- Cathédrale Saint-Nicolas (cathédrale russe orthodoxe construite entre 1893-1899).
- Église Notre-Dame-du-Rivage (Maria am Gestade).
- Église Saint-Michel (Michaelerkirche), église romane du XIIIe siècle.
- Église Saint-Léopold am Steinhof (Kirche am Steinhof).

### Autres édifices religieux
- Église Sainte Gertrude
- Mosquée de Vienne
- Synagogue de Vienne
- Pagode de la paix de Vienne, stūpa bouddhiste inauguré en 1983.

## Coopérations internationales
En règle générale la ville de Vienne ne signe aucun accord de jumelage avec d'autres villes. Vienne n'a que des partenariats, en général limités dans le temps et parfois renouvelables, concernant des coopérations sur des points spécifiques. Les villes suivantes ont eu un accord de coopération avec Vienne.
- Bratislava (Slovaquie)
- Brno (Tchéquie)
- Budapest (Hongrie)
- Cracovie (Pologne)
- Ljubljana (Slovénie)
- Paris (France)
- Zagreb (Croatie)

### Jumelages avec l'un desarrondissements de Vienne
(juillet 2012).
- Josefstadt (Vienne 8) forme l'« alliance des Josefstädte » avec les arrondissements homonymes  Józsefváros, Budapest (Hongrie) et  Timişoara, judeţ de Timiş (Roumanie).
- De nombreux arrondissements de Vienne sont également jumelés avec des villes (ou des arrondissements de grandes villes) japonaises :
  - Döbling (Vienne 19) avec  Setagaya, préfecture de Tokyo (Japon) depuis 1985
  - Floridsdorf (Vienne 21) avec  Katsushika, préfecture de Tokyo (Japon) depuis 1987
  - Innere Stadt (Vienne 1) avec  Taitō, préfecture de Tokyo (Japon) depuis 1989
  - Meidling (Vienne 12) avec  Gifu, préfecture de Gifu (Japon) depuis 1992
  - Hernals (Vienne 17) avec  Fuchū, préfecture de Tokyo (Japon) depuis 1992
  - Alsergrund (Vienne 9) avec  Takarazuka, préfecture de Hyōgo (Japon) depuis 1994
  - Hietzing (Vienne 13) avec  Habikino, préfecture d'Osaka (Japon) depuis 1995
  - Donaustadt (Vienne 22) avec  Arakawa, préfecture de Tokyo (Japon) depuis 1996
- Il existe également des jumelages entre arrondissements de Vienne et des provinces, villes et arrondissements chinois :
  - Innere Stadt (Vienne 1) et  District de Shapingba, Chongqing (Chine)
  - Mariahilf (Vienne 6) et  District de Nankai, Tianjin (Chine)
  - Alsergrund (Vienne 9) et  District de Dongcheng, Pékin (Chine)
  - Simmering (Vienne 11) et  District de Chaoyang, Pékin (Chine)
  - Donaustadt (Vienne 22) et  District de Luwan, Shanghai (Chine)
  - Liesing (Vienne 23) et  District de Fangshan, Pékin (Chine)

## Transports

### Transports ferrés urbains

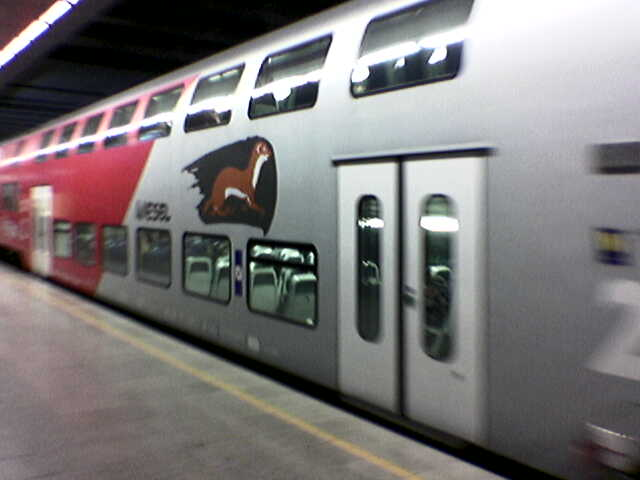
Train régional de type RER à Vienne.

Le réseau de métro de Vienne compte 5 lignes (depuis 1991), et des travaux, prévus jusque vers 2023, sont en cours pour l'étendre progressivement en périphérie (avec une ligne supplémentaire). Il s'interconnecte avec un réseau ferré régional rapide, le S-Bahn (abréviation de Schnellbahn), géré par les chemins de fer autrichiens (ÖBB). Le Schnellbahn et les trains régionaux relient Vienne aux villes les plus proches en Basse-Autriche, dans le Burgenland, Tchéquie, Slovaquie et Hongrie.
Vienne comporte également un réseau de tramway très dense (Straßenbahn en allemand), dont les premières lignes entrèrent en service en 1865. Aujourd’hui, Wiener Linien exploite l’un des plus anciens et le sixième plus long réseau de tramway au monde avec 28 lignes et 171 kilomètres de voies.
L'essentiel du réseau de transport se concentre sur la rive droite du Danube (au sud et à l'ouest), à l'image de la population viennoise.
Comparé au nombre d'habitants et à la superficie de la ville, Vienne dispose du réseau de transports en commun le plus dense du monde[réf. nécessaire].

### Gares

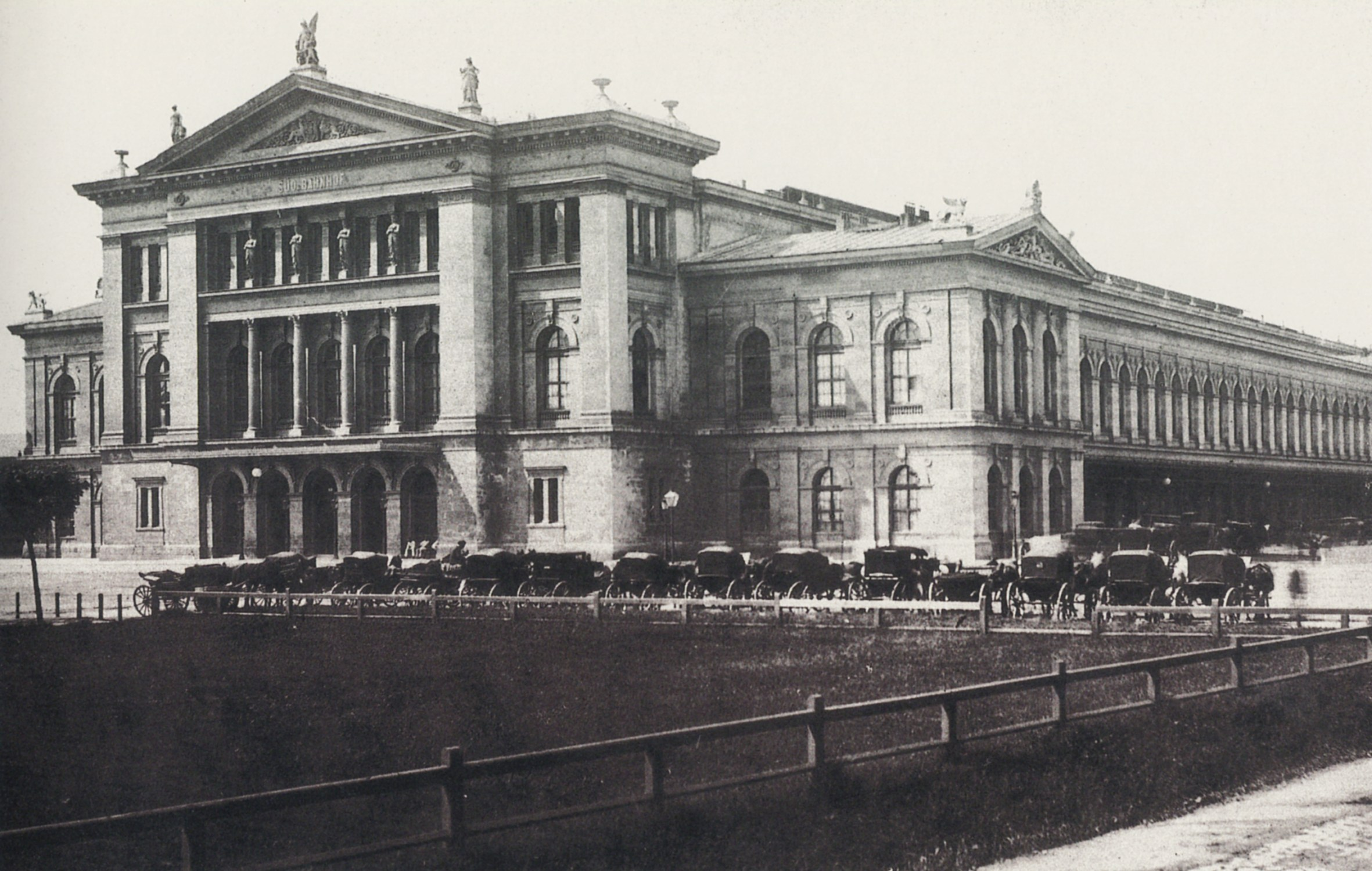
La Südbahnhof, plus grosse gare viennoise à l'époque impériale, détruite.

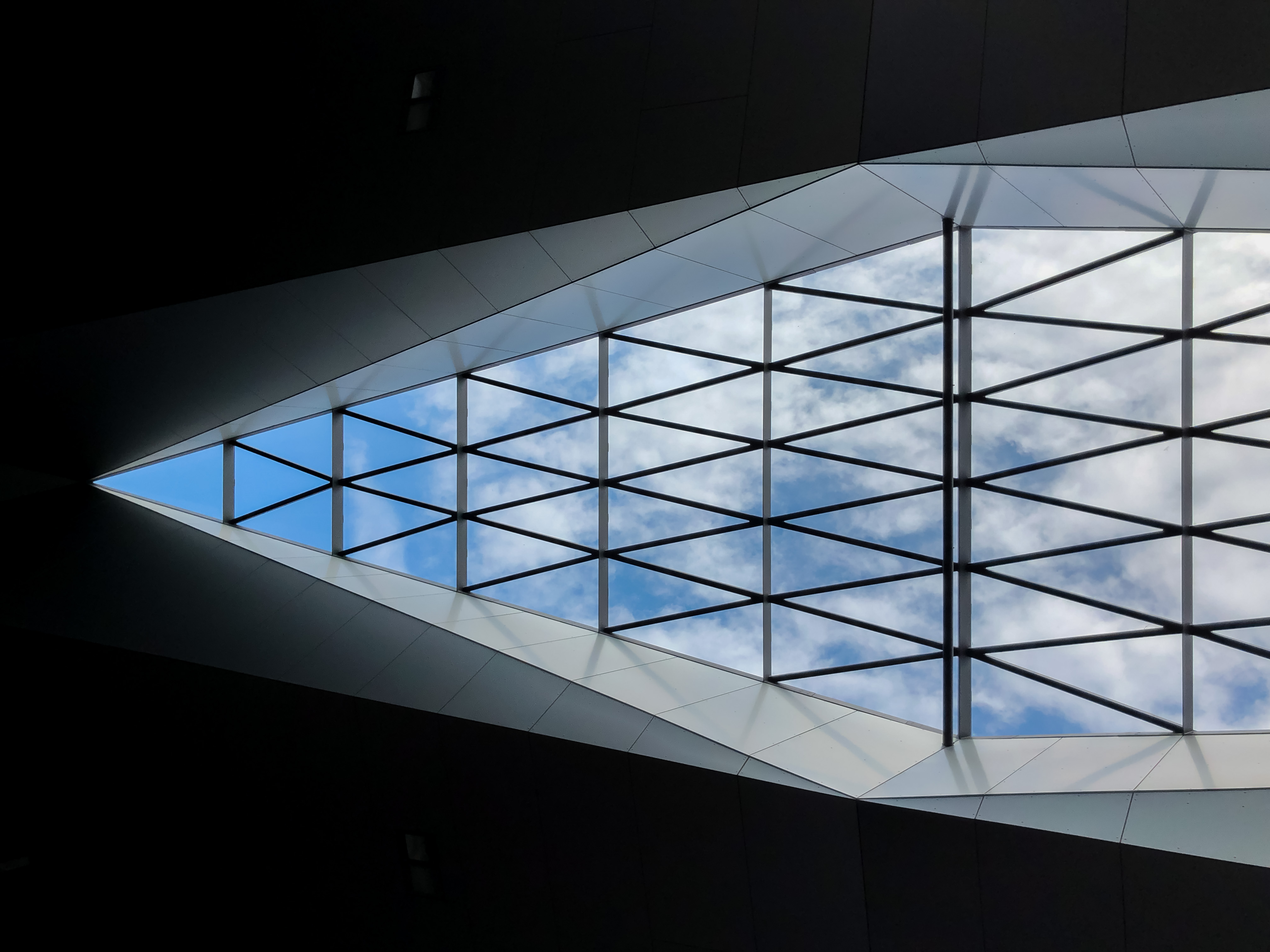
Au plafond de la Hauptbahnhof à Vienne. Aout 2018.

Vienne dispose de plusieurs gares ferroviaires, dont les deux plus importantes sont la Westbahnhof, desservant l'ouest de l'Autriche, la Suisse, l'Allemagne mais aussi la Hongrie, et la Hauptbahnhof, qui dessert l'Italie, la Slovaquie, la Tchéquie. La Hauptbahnhof (gare centrale) a été ouverte le 10 octobre 2014. Temporairement, la gare Wien Meidling a pris la fonction du nouveau Hauptbahnhof en construction. La Hauptbahnhof remplace les anciennes gares terminales Südbahnhof et Ostbahnhof. La gare est une connexion importante des réseaux ferroviaires en Europe et représente un symbole de la réunification d'Europe. Il existe aussi une gare appelée Wien Nord, que 50 ans de guerre froide ont reléguée au rang de gare régionale, le nord-est de Vienne jouxtant directement la frontière austro-tchécoslovaque (ancien tracé du rideau de fer).

### Aéroports

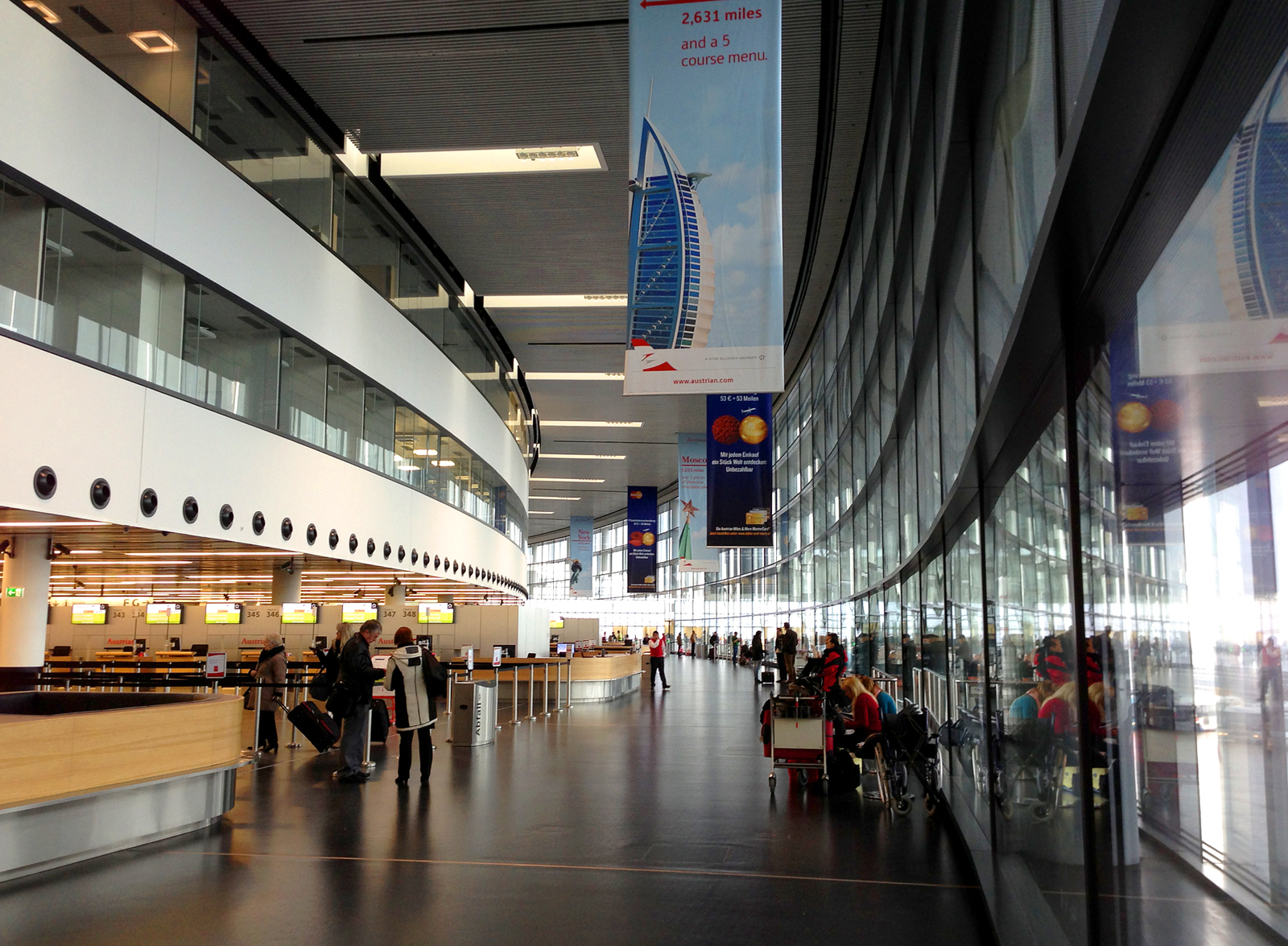
Aéroport de Vienne-Schwechat.

L'aéroport de Wien-Schwechat (IATA : VIE, OACI : LOWW) est situé à une dizaine de kilomètres de Vienne, et fait office d'aéroport international pour une grande partie de l'Autriche, la Slovaquie, la Hongrie de l'ouest et la Moravie. On y accède facilement depuis Vienne ou Bratislava en transports en commun.
Depuis le centre ville de Vienne, l'aéroport est accessible en bus (pour 6 € depuis plusieurs points de départ à Vienne, 20 à 30 minutes de trajet suivant l'horaire), en Schnellbahn (pour 4 € depuis plusieurs gares du centre et de la banlieue sud, 20 minutes de trajet), ou en City Airport Train (ou CAT, pour 12 € depuis Wien Mitte, 16 minutes de trajet). Sur le trajet, on aperçoit notamment la raffinerie de pétrole de la compagnie autrichienne OMV.
Depuis peu, de nombreux touristes utilisent le petit aéroport de Bratislava, situé à une cinquantaine de kilomètres de Vienne, qui propose de plus en plus de liaisons low-cost avec de nombreuses villes européennes.

## Cours d'eau
Vienne compte trois voies fluviales :

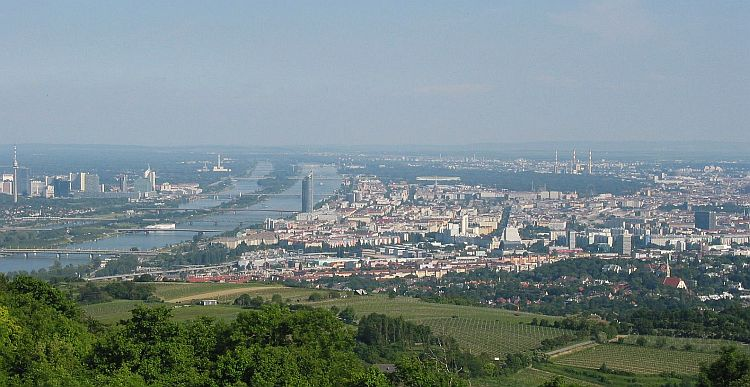
Vue (direction sud) sur Vienne et le Danube du Leopoldsberg.

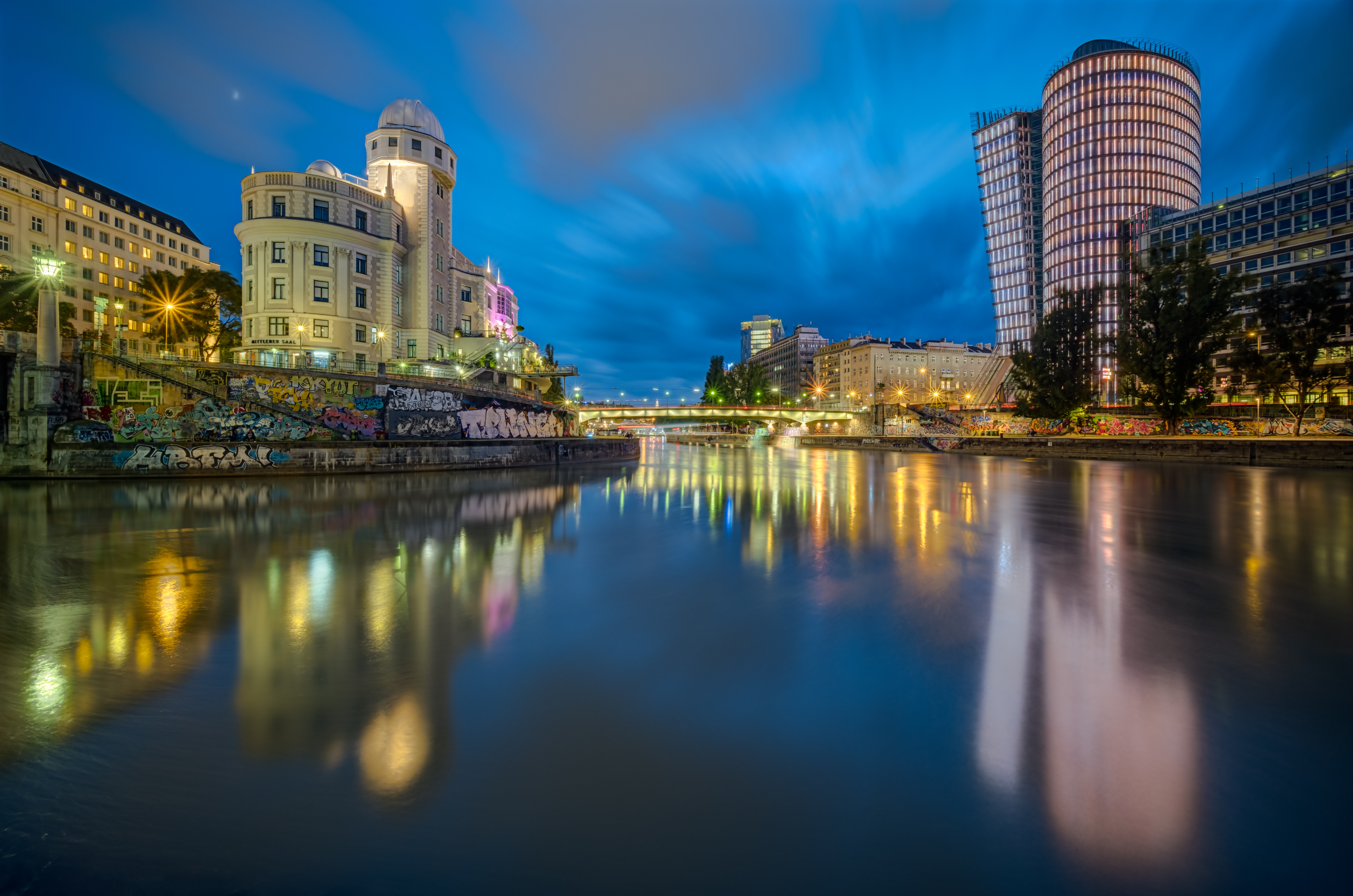
Le canal du Danube à Vienne, avec l'observatoire astronomique Urania. Juillet 2019.

- la Vienne (Wienfluss), petite rivière longue de 34 km, qui parcourt Vienne sur 15 km d'ouest en est, passant notamment devant le Naschmarkt, le château de Schönbrunn, et le Stadtpark, pour se jeter dans le canal du Danube au niveau de l'Urania, bâtiment Art nouveau abritant aujourd'hui un cinéma.
- le Danube, plus gros fleuve d'Europe, qui la traverse du nord-ouest (de Linz) au sud-est (vers Bratislava). Le « Vieux Danube » (alte Donau) est le nom donné à un bras mort au nord du fleuve actuel, lieu de baignade apprécié des Viennois. Le « nouveau Danube » ou neue Donau, quant à lui, comporte deux bras séparés par une île (la Donauinsel) longue de plusieurs kilomètres, et fréquentée pour ses plages festives et animées en soirée l'été (Copa Cagrana). Le Danube est une importante voie de navigation en Europe pour le transport de marchandises, mais c'est aussi un moyen alternatif pour se rendre de Vienne à Bratislava, Budapest ou Melk en navette fluviale ; il desservi par le port de Vienne et le port de Freudenau ;
- le canal du Danube (Donaukanal) double le fleuve au sud en entrant dans la vieille ville. Il crée ainsi une île, composée des arrondissements 2 et 20. Il ne s'agit pas d'un canal au sens strict du terme, mais bien d'un bras du Danube, qui était le cours originel du fleuve au Moyen Âge avant que de nombreuses crues ne modifient son tracé vers sa position actuelle.

## Économie
Vienne est l’une des régions les plus riches de l’Union européenne : son produit intérieur brut d’environ 102 milliards d’euros en 2021 (25% du PIB de l’Autriche) représente 159 % de la moyenne de l’UE. Son PIB de 53 000 euros par habitant est le second d'Autriche après Salzbourg. Selon les données du recensement de 2001, Vienne compte 821 458 personnes actives, dans 87 691 entreprises. Le plus petit arrondissement (Innere Stadt) est aussi celui qui compte le plus d'emplois.
Vienne profite de sa réputation internationale d'offrir une qualité de vie élevée, un taux de criminalité faible et d'être un « tremplin vers l'Est », la ville et ses entreprises disposant d'une longue expérience et maintenant de bonnes relations avec les PECO. Nombre de groupes internationaux, tels Heineken, Lafarge, Schneider Electric ou HypoVereinsbank ont à cet effet établi leur siège pour l'Europe de l’Est à Vienne. Depuis la chute du rideau de fer en 1989, Vienne a élargi sa position de porte d’entrée vers l’Europe de l’Est : 300 entreprises internationales ont leur siège en Europe de l’Est à Vienne et ses environs, comme Hewlett Packard, Henkel, Baxalta et Siemens.
Nombre d'entreprises autrichiennes ayant franchi les frontières ont leur siège social à Vienne, par exemple Casinos Austria, OMV, Wienerberger, Bawag et Erste Bank.
L'unique Bourse autrichienne est également implantée à Vienne.

## Loisirs

### Sport

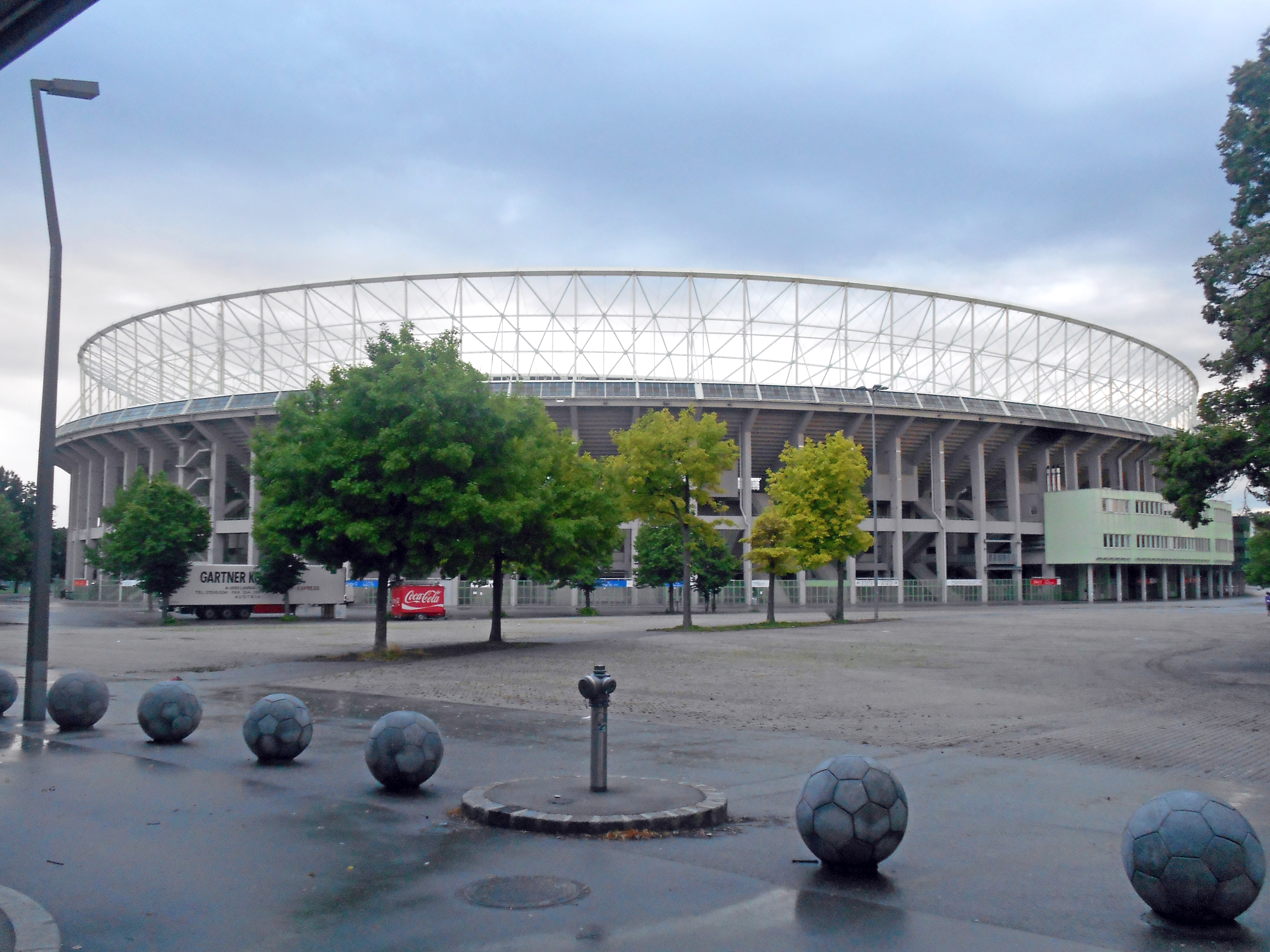
Le stade Ernst Happel au Prater.

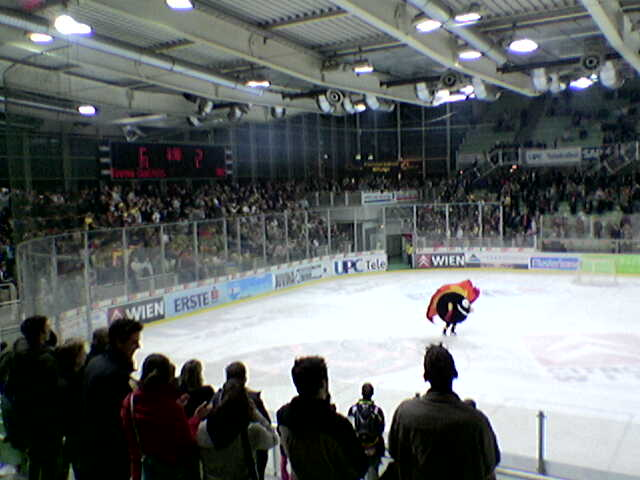
Match à domicile de l'équipe de hockey sur glace des Vienna Capitals.

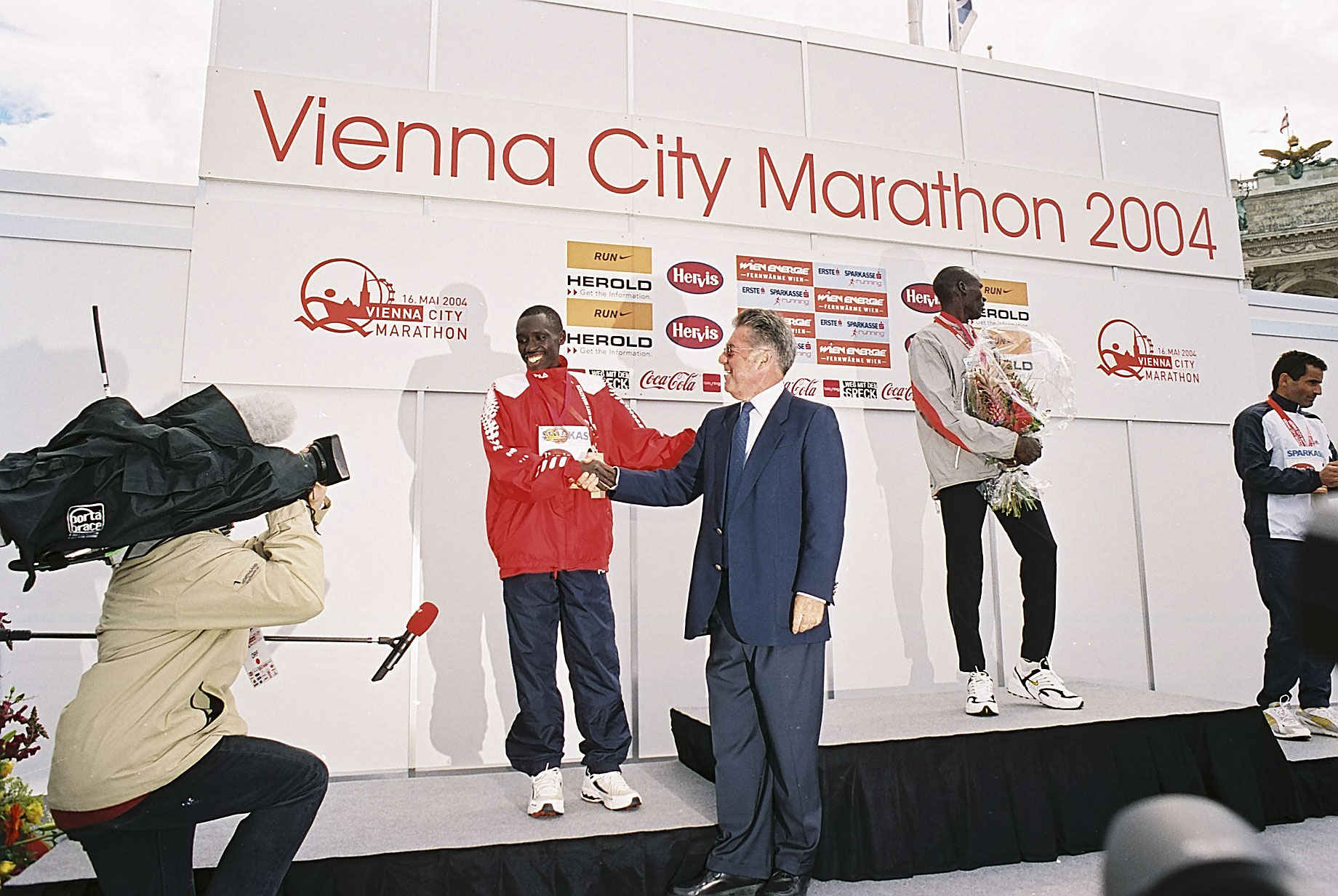
Cérémonie 2004 des récompenses du marathon de Vienne en présence du président Heinz Fischer.

Vienne occupe une place importante dans le monde sportif autrichien. En effet, de nombreuses pratiques sportives nouvelles y sont d'abord apparues avant de se répandre dans le reste du pays. Le sport préféré des Viennois est la natation. De nombreux plans d'eau naturels et piscines sont disponibles. L'île sablonneuse et boisée de la Gaensehaeufel, située dans le 22e arrondissement, est particulièrement appréciée de la population.
Le football se place au deuxième rang des sports les plus pratiqués. Vienne dispose de deux grands clubs rivaux évoluant dans le Championnat d'Autriche de football, l'Austria (détenteur du record du nombre de coupes remportées, une finale européenne également au palmarès) et le SK Rapid (record de championnats remportés, deux finales européennes). Le Vienna est quant à lui le plus ancien club d'Autriche. La dominance historique des clubs viennois est telle qu'il fallut attendre 1965 pour voir un club de province devenir champion. Le Ernst Happel Stadion est le stade de football le plus important de Vienne avec 53 000 places, et accueille les matchs de l'équipe nationale depuis 1931. Ces dernières années il accueillit trois fois la finale de la Ligue des champions et la finale de l'Euro 2008.
En dehors du football, de nombreux clubs représentent avec succès d'autres sports. En 2005, le hockey sur glace vit triompher les équipes masculines des Vienna Capitals et féminines des EHV Sabres. La Wiener Stadthalle accueillit les Championnats du monde la même année. En handball, Vienne possède deux principaux clubs le SG Handball West Wien et le Handballclub Fivers Margareten. En handball féminin, quatre clubs évoluent au plus haut niveau, le DHC WAT Fünfhaus, le MGA Handball Vienne, l'Union Admira Landhaus et le ZV Wiener Neustadt. En football américain, les Chrysler Vikings ont remporté l'Eurobowl en 2004 et 2005, et en baseball les WBV Homerunners. Le Aon hotVolleys en volleyball et les Margareten Fivers durent se contenter chacun d'une deuxième place. La seule équipe nationale de rugby à XV féminin est viennoise.
Équitation : création en 1565 de l'école espagnole d'équitation, dont la renommée et le talent perdurent de nos jours.
Vienne offre également de nombreuses possibilités de pratiquer des sports individuels. Les chemins du Prater et de la Donauinsel sont très appréciés par les adeptes de la course à pied. Chaque année est organisé le Marathon de Vienne (Vienna City Marathon). Plus de 1 000 km de voies sont aménagées pour les cyclistes, en plus des pistes de VTT dans les collines environnant Vienne. 11 clubs d'avirons accueillent les pratiquants sur le Danube et le Vieux Danube. Des terrains de golf se trouvent vers le Wienerberg. En escrime, le club le plus réputé est le Wiener Sportclub. De multiples offres existent également pour les sports d'hiver, cultes en Autriche. Deux pistes sont exploitées par la ville à l'emplacement de l'ancienne piste-FIS de la Hohe-Wand-Wiese et sur la Dollwiese. Dès que la neige atteint 20 cm d'épaisseur, le service des sports trace des pistes de ski de fond à travers le Prater, sur la Donauinsel, au Wienerberg, au Steinhof, dans le Schwarzenbergpark, à Cobenzl et au Maurerwald. Les pistes vont de 2,5 km (Wienerberg) à 12 km (Donauinsel). En ce qui concerne les équipements sportifs, la ville de Vienne compte aussi plusieurs hippodromes, notamment l'hippodrome de Krieau et celui de Freudenau.
Vienne organise régulièrement des manifestations sportives internationales. On peut par exemple citer :
- les championnats d'Europe d'équitation de saut d'obstacles en 1977,
- les championnats d'Europe de natation en petit bassin en 2004,
- les championnats du monde de hockey sur glace en 2002, avec Innsbruck,
- l'Euro 2008, avec la Suisse,
- les Eurogames, en juillet 2024

### Vie nocturne

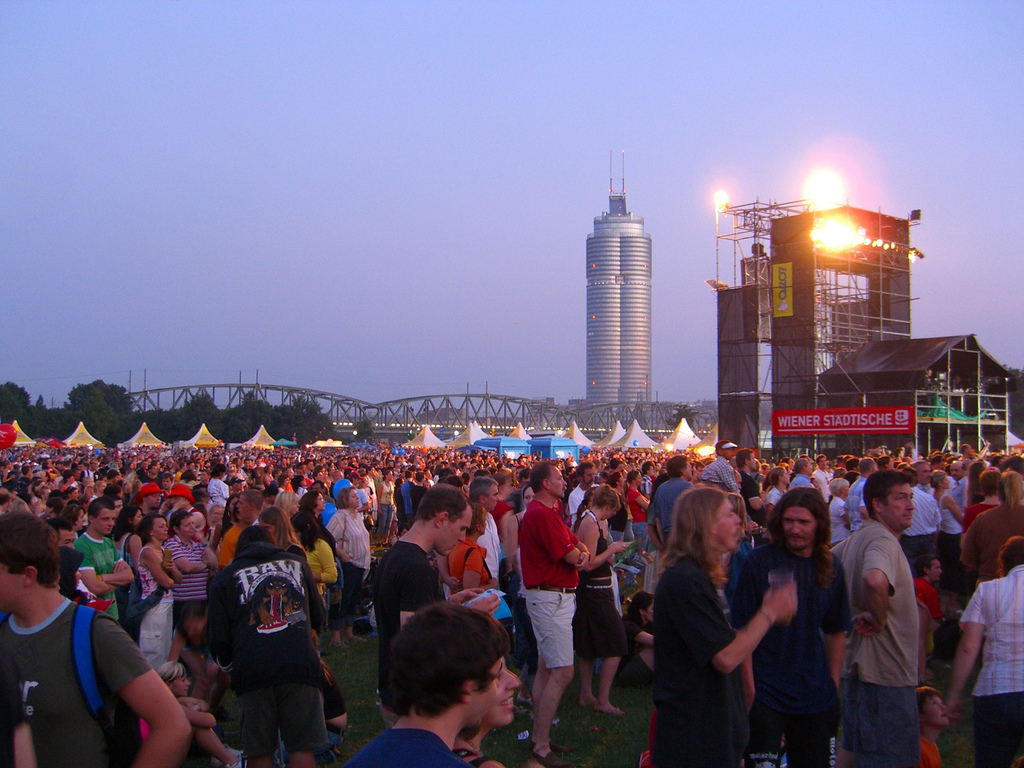
Tous les ans en été se tient sur la Donauinsel une grande fête musicale populaire.

Dans les années 1980, un grand nombre de bars (dénommés Beisl) se sont développés dans le quartier de la Schwedenplatz et de l'église Ruprechtskirche, pour former le « triangle des Bermudes ». Dans les années suivantes, la scène locale s'est étendue de part et d'autre du canal du Danube. À proximité de l'arrêt de métro Schottenring, également sur les berges du canal du Danube, se trouve depuis 1995 le Flex - l'une des discothèque des plus connues de Vienne, au sein de laquelle évoluent quotidiennement des DJ et groupes de la scène locale autant qu'internationale. Le WUK, situé à proximité de la Gürtel à Währing, est connu pour sa scène ragga/reggae/dancehall. Le Museumsquartier accueille, particulièrement pendant la saison estivale, de nombreuses terrasses fréquentées.

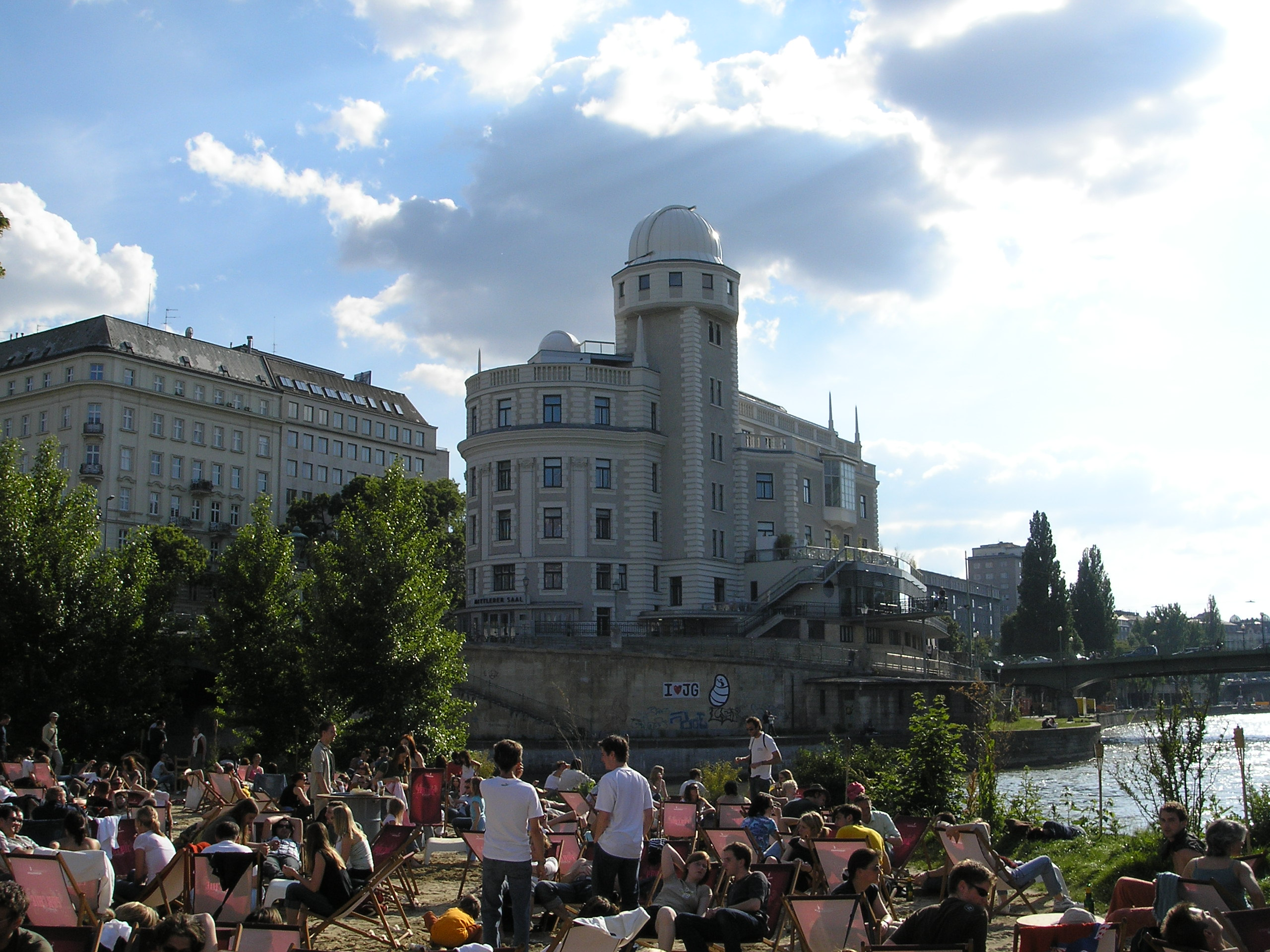
Une plage de ville sur les bords du canal du Danube, devant l'Urania.

Depuis la fin des années 1990, la Gürtel accueille de nombreux bars tels que le Chelsea ou le Q (prononcer [kju:]), désormais bien établis. Ces bars avaient dès l'origine l'objectif d'animer ce quartier. Du fait de leur localisation particulière, ils ont l'avantage de ne guère provoquer de nuisances sonores supplémentaires pour les riverains.
Dans le périmètre de l'ancien centre hospitalier généraliste (Altes Allgemeinen Krankenhaus), quelques instituts universitaires, commerces et bars se sont installés ces dernières années, offrant une palette d'activités étendues. Dans les années 1990 fut enfin lancée la rénovation de la Gürtel, ce qui permit d'attirer un grand nombre de bars à la mode dans l'ancien quartier des bordels.
En été, la Copa Cagrana ou la Sunken City, sur la Donauinsel au niveau du pont Reichsbrücke, sont quelques-uns des nombreux bars en extérieur qui représentent un autre aspect important de la vie nocturne viennoise. Depuis quelques années s'est également développé le quartier animé du Freihausviertel dans le 4e arrondissement, qui n'est pas fréquenté uniquement en soirée mais aussi le jour, du fait de sa proximité avec le Naschmarkt. À partir de la fin des années 1990, de vastes discothèques et centres de loisirs se sont implantés aux abords extérieurs de la ville, notamment dans Donaustadt (comme la discothèque Nachtschicht Deluxe).

## Politique
Vienne passe pour être le fief des sociaux-démocrates en Autriche. Le terme de « Vienne la rouge » est encore parfois utilisé aujourd'hui, en souvenir des années 1918-1934. Le Parti social-démocrate gouverne la ville depuis la fin de la Seconde Guerre mondiale (à l'exception de courtes périodes) avec une majorité. Le maire actuel est Michael Ludwig, élu à ce poste en mai 2018. Avant la Première Guerre mondiale, la scène politique viennoise était dominée par le Parti chrétien social (Christlichsoziale Partei, CS), particulièrement par la longue période du maire Karl Lueger.
Depuis que la ville de Vienne constitue un Land en soi (1921), le maire est également le président du Land. L'hôtel de ville de Vienne héberge aussi bien les bureaux (Amtsräume) du maire de Vienne que du conseil communal, qui a le rang de parlement régional.

### Répartition des partis en voix exprimées et sièges obtenus
Lors des élections communales du 23 octobre 2005, la répartition des sièges selon les partis s'est exprimée ainsi (100 sièges à répartir) :
| Parti de la liste municipale                 | Pourcentage des voix | Sièges obtenus |
| -------------------------------------------- | -------------------- | -------------- |
| SPÖ (Sozialdemokratische Partei Österreichs) | 49,09 %              | 55             |
| ÖVP (Österreichische Volkspartei)            | 18,77 %              | 18             |
| FPÖ (Freiheitliche Partei Österreichs)       | 14,83 %              | 13             |
| Les Verts - L'alternative verte              | 14,63 %              | 14             |
| KPÖ (Kommunistische Partei Österreichs)      | 1,47 %               | 0              |
| BZÖ (Bündnis Zukunft Österreich)             | 1,15 %               | 0              |
| WiF (Wiener Forum)                           | 0,04 %               | 0              |
| SLP (Sozialistische Linkspartei)             | 0,02 %               | 0              |
| Total :                                      | 100 %                | 100 sièges     |

Ainsi, sans avoir obtenu la majorité absolue, le SPÖ a obtenu la majorité des sièges grâce au système électoral en vigueur à Vienne.
Lors d'élections parallèles dans les arrondissements, le SPÖ a remporté 16 arrondissements, l'ÖVP 5 et les Verts - L'alternative verte 2. L'ÖVP est traditionnellement mieux implanté dans les zones résidentielles de centre ville et les quartiers résidentiels à l'extrémité ouest de la ville. Les Verts - L'alternative verte dirigent les petits arrondissements du centre ville de Neubau (Vienne 7) et Josefstadt (Vienne 8) mais sont très peu implantés dans les arrondissements extérieurs, où le FPÖ est au contraire le mieux implanté.
La participation était de 60,81 % (66,58 % en 2001) pour les communales et de 58,5 % pour les élections d'arrondissements. Pour la première fois les jeunes de 16 et 17 ans avaient le droit de vote.

### Organisations internationales siégeant à Vienne

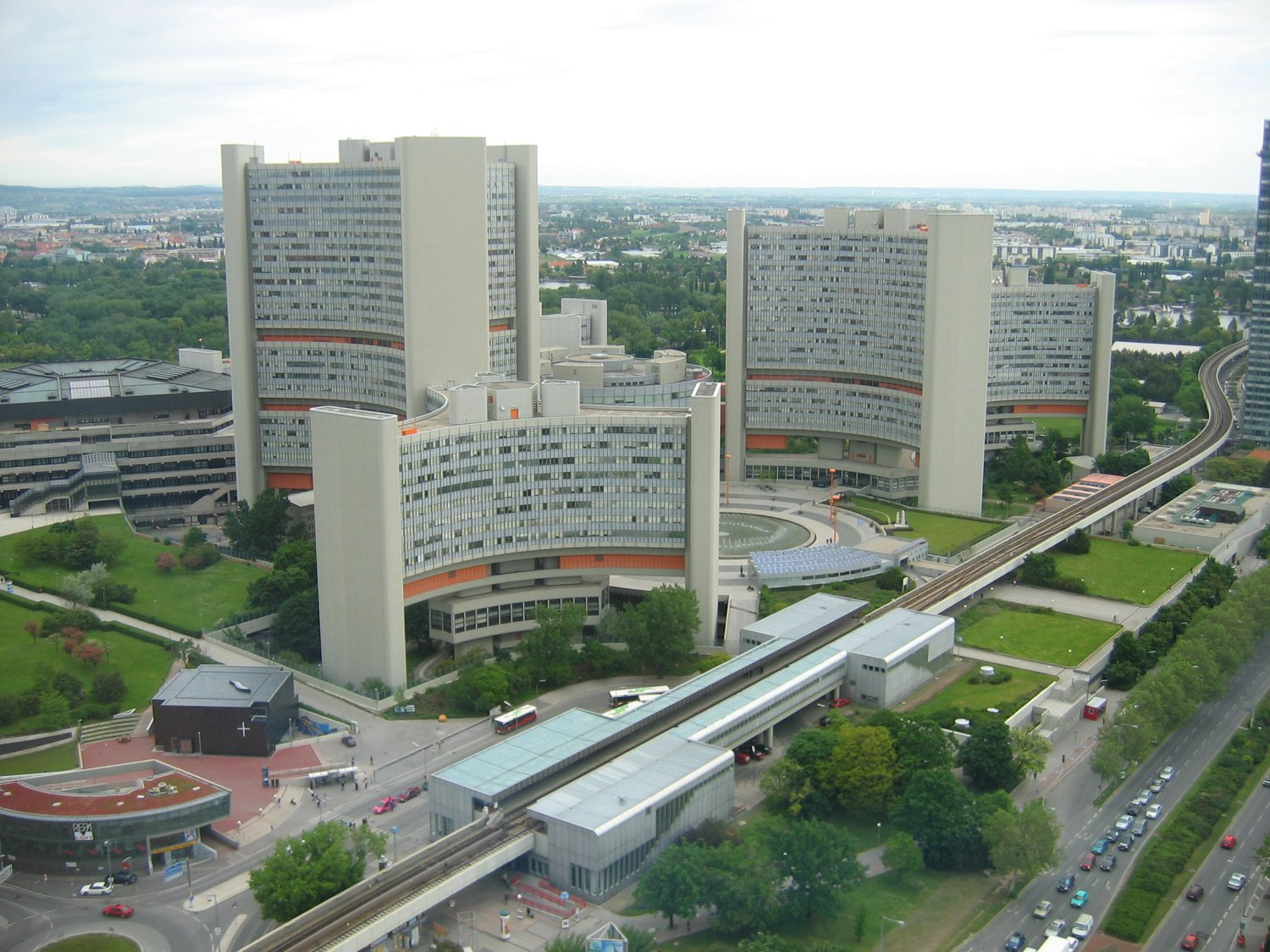
L'un des sièges des Nations unies à Vienne: La "Uno-City".

Depuis 1979, Vienne est l'une des villes accueillant une ou plusieurs agences de l'Organisation des Nations unies avec New York, Genève et Paris. Parmi ces agences, on trouve :
- L'Agence internationale de l'énergie atomique (AIEA), prix Nobel de la paix en 2005
- L'Organisation des Nations unies pour le développement industriel (ONUDI)
- L'Office des Nations unies contre la drogue et le crime (UNODC)

De nombreuses autres organisations internationales ont leur siège à Vienne :
- L'Agence des droits fondamentaux de l'Union Européenne (FRA)[59]
- L'Institut international de presse (IPI)[60]
- L'Organisation des pays exportateurs de pétrole (OPEP)
- L'Organisation pour la sécurité et la coopération en Europe (OSCE)